# Rescate de la mina San José
El derrumbe de la mina San José se produjo el jueves 5 de agosto de 2010 alrededor de las 14:30 (UTC-4), dejando atrapados a 33 mineros a unos 700 metros de profundidad durante 69 días. El yacimiento, ubicado en la comuna chilena de Caldera, a 30 km al noroeste de la ciudad de Copiapó, era explotado por la compañía San Esteban Primera S.A.
Las labores de rescate comenzaron ocho horas más tarde por las complejidades, dirigidas inicialmente por el ingeniero en minas Miguel Fortt Zanoni. En la madrugada del viernes, grupos de rescatistas empezaron a trabajar para lograr acceso por una chimenea de ventilación mientras los mineros atrapados subían por la escalera de emergencia, pero el intento fracasó debido a que un tramo de la escalera no había sido instalado por la empresa. Se produjo un segundo derrumbe en la tarde del sábado 7 de agosto, anulando la opción de salida por el tubo de ventilación.
Luego de que la falta de escaleras y el segundo derrumbe cancelaran la posibilidad de una evacuación por chimenea de ventilación del refugio, el gobierno designó al ingeniero André Sougarret, quien decidió realizar un pozo que comunicara la superficie con el refugio, mediante máquinas perforadoras de exploración minera, para establecer contacto con los mineros atrapados. 
El domingo 22 de agosto, 17 días después del accidente, los mineros fueron hallados con vida, aunque con notorios síntomas de desnutrición. En ese entonces se habían organizado para racionar la muy escasa comida disponible en el refugio, potabilizar agua y promover un espíritu solidario que permitiera mantener alta la moral y buena convivencia. El día 24 de agosto llegó a la Mina San José el “Grupo de Tarea Naval 33” compuesto por especialistas en submarinos y un doctor experto en medicina de sumersión de la Armada de Chile, al mando del Capitán de Navío Renato Navarro Genta, con la tarea de sumarse al grupo de rescate. También arribó a la zona un equipo del Ministerio de Salud de Chile a cargo del entonces ministro de salud, Jaime Mañalich, a la vez que se capacitaba en medicina operativa naval al equipo de la ACHS.
Comenzaron así las tareas para abrir un pozo lo bastante ancho como para enviar una cápsula de rescate hasta el refugio, disponiéndose a tal efecto tres planes alternativos. En este lapso los sobrevivientes fueron alimentados y monitoreados a través de la perforación inicial, mientras se comunicaban con sus familiares provisionalmente asentados en el "Campamento Esperanza". Tras 33 días de perforaciones solo interrumpidas por desperfectos mecánicos, uno de los tres planes —el B, con la máquina Schramm T130— consiguió «romper fondo» a 623 metros de profundidad. Luego de encamisar parcialmente la perforación se inició la extracción de los mineros siguiendo un plan diseñado por el jefe interno de gobierno del ministerio del interior, Christian Barra, y el Comandante del GT Naval, Capitán de Navío Renato Navarro, empleando para tal efecto una de las tres cápsulas individuales, Fénix 2 (las tres cápsulas Fénix fueron idea de Alejandro Poblete Villablanca, ingeniero mecánico) a las 00:00 h del miércoles 13 de octubre, y diez minutos después se logró traer a la superficie al primer minero, continuando con los siguientes a un ritmo aproximado de uno por hora.
Hasta la fecha es el mayor y más exitoso rescate de la historia de la minería a nivel mundial (todos los trabajadores resultaron vivos e ilesos), siendo a su vez el evento mediático con mayor cobertura de esas características, con entre 1000 a 1300 millones de telespectadores (sólo superado por el funeral de Michael Jackson de 2009 y excediendo por más de 400 millones de televidentes a la misión Apolo XI de 1969). Según un estudio, el impacto mediático mundial del rescate es el mayor de la historia reciente de Chile, superior al que generó el terremoto del 27 de febrero de 2010.
El rescate tuvo un costo de 29 millones de USD, de los cuales dos tercios fueron aportados por el Estado y el resto por donación de empresas privadas que controlan el 80 % del sector minero. El gobierno acordó con la empresa propietaria de la mina la cancelación de la deuda en un monto de 5 millones de dólares.
La investigación penal fue cerrada en agosto de 2013 sin realizar imputaciones contra ninguna persona. En 2017 aún estaba pendiente un juicio de los mineros y sus familiares contra el gobierno chileno, por responsabilidad civil.

## Mina San José

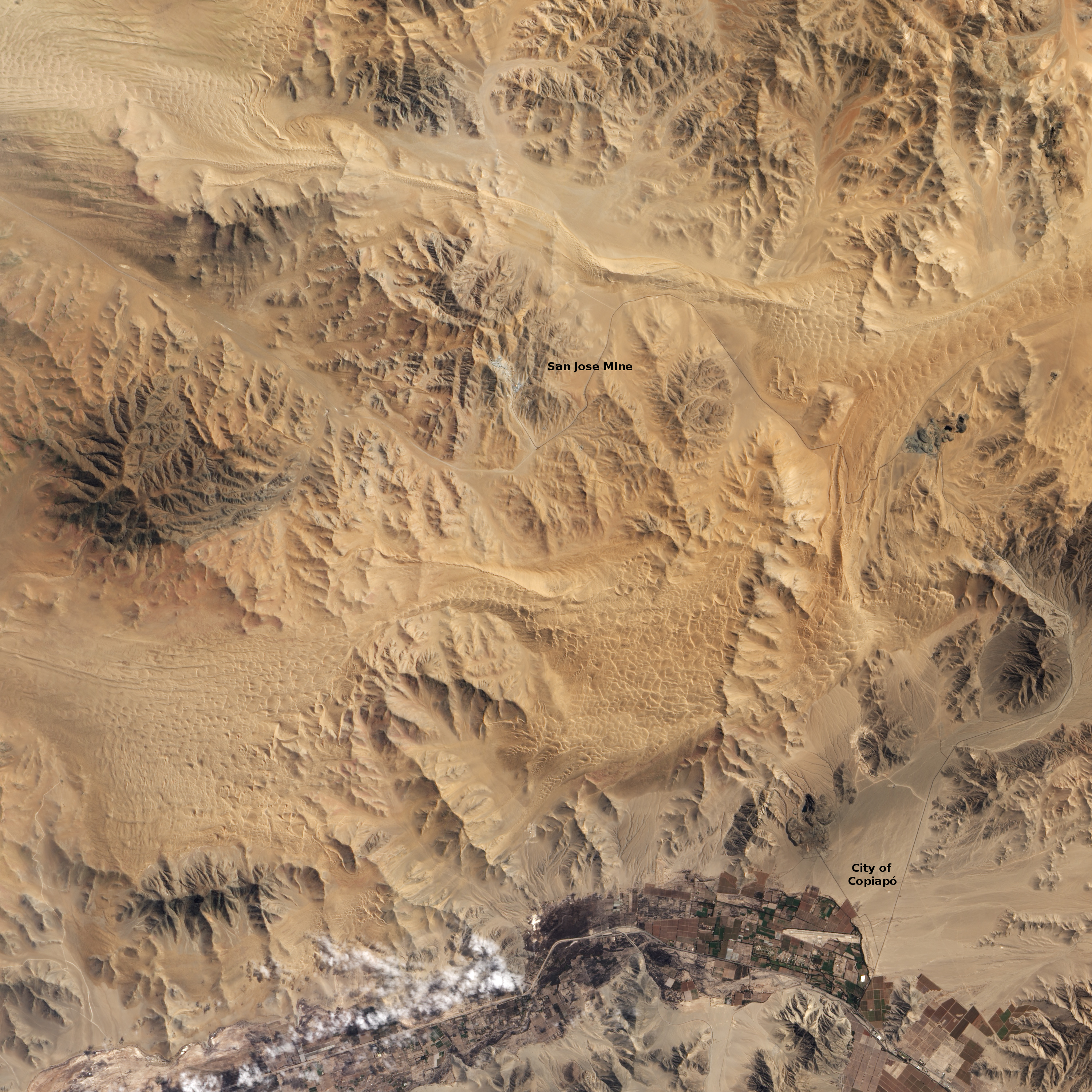
Imagen satelital de la Mina San José y de Copiapó.

Chile posee una larga historia en la minería. Es el principal productor del mundo de cobre, siendo la Gran Minería del Cobre el principal sector económico del país.
El yacimiento de la mina San José posee más de 100 años de antigüedad, pero estuvo clausurada desde marzo de 2007 hasta su reapertura, autorizada por Sernageomin el 30 de mayo de 2008, por varios accidentes. El más grave se produjo el día 3 de julio de 2010: el minero Gino Cortés perdió una de sus piernas tras quedar debajo de un desprendimiento de varias toneladas. Durante 2006, en la mina San Antonio (propiedad de los mismos dueños de la mina San José y separada de esta por solo metros), otro minero falleció, y en un accidente similar otro minero perdió una de sus extremidades.

## Desarrollo

### Primer derrumbe
El derrumbe en la mina ocurrió aproximadamente a las 14:51h (GMT-4) del jueves 5 de agosto de 2010, pero la empresa San Esteban Primera S.A., propietaria del yacimiento, informó del mismo a las 19:30h, demorando el inicio de las tareas de rescate hasta las 22 horas. Ese mismo día, los familiares de los mineros accidentados se instalaron en carpas al otro lado del cerco de la mina, formando un asentamiento que sería conocido como Campamento Esperanza, que llegó a albergar a más de tres mil personas.

### Primeras operaciones de rescate

Diagrama de la mina tras el accidente en el yacimiento San José de 2010.

Inicialmente, el rescate estuvo a cargo del tercer comandante de Bomberos de Copiapó, Álvaro Urrutia, junto con Integrantes de la brigada de emergencias de minera Carola y la supervisión de la Minera Punta del Cobre, que llegó a apoyar las labores de rescate. Ése despliegue fue supervisado posteriormente por la ministra del Trabajo y Previsión Social, Camila Merino, el subsecretario de Minería, Pablo Wagner, el gobernador del Servicio Nacional de Geología y Minería (Sernageomin), Alejandro Vío. La Oficina Nacional de Emergencia del Ministerio del Interior (ONEMI) confirmó ese mismo día la identidad de 34 mineros encerrados en el yacimiento. La gravedad de la tragedia no fue difundida por los medios de comunicación chilenos en la noche del 5 de agosto, sino a la mañana siguiente, al tomar la información entregada por la ONEMI y calificar el tamaño del derrumbe. La noche del 6 de agosto de 2010 se comunicó que un minero que se quedó dormido en el momento del accidente había sido registrado erróneamente en la lista de la ONEMI, y se confirmó de manera definitiva que los mineros atrapados bajo tierra eran 33.
En las primeras 48 horas, los mineros intentaron salir subiendo por la escalera de seguridad de la chimenea de ventilación del refugio, ubicado a 688 metros de profundidad, pero la evacuación fue imposible porque la empresa minera no había terminado de construir la salida de emergencia. Los mineros atrapados que fueron a explorar esa salida llegaron hasta los 235 metros de profundidad y quedaron a solo 20 metros de los rescatistas, pero debieron volver al refugio. Poco después, la vía de escape quedaría bloqueada por un segundo derrumbe.

### Segundo derrumbe y cancelación del rescate
El presidente Sebastián Piñera suspendió su asistencia a la posesión del presidente colombiano Juan Manuel Santos para viajar a Chile. El ministro de Minería, Laurence Golborne, se encontraba en Ecuador. como parte de la comitiva presidencial. Golborne viajó a Chile la tarde del viernes 6 y se trasladó al lugar del desastre la mañana del sábado 7 de agosto. Una vez allí, comunicó a la prensa y a los familiares de los mineros  que había ocurrido un nuevo derrumbe que había bloqueado definitivamente la chimenea de ventilación a través de la cual se había planeado rescatar a los mineros.
Luego de que la falta de escaleras y el segundo derrumbe cancelaran la posibilidad de una evacuación por la chimenea de ventilación del refugio, el gobierno consideró que no había más esperanzas y anunció que habían cancelado las tareas de rescate. Las protestas de los familiares llevó a retrotraer la decisión, y el gobierno designó al ingeniero André Sougarret, quien decidió realizar un pozo que comunicara la superficie con el refugio, mediante máquinas perforadoras de exploración minera, para establecer contacto con los mineros atrapados. Este operativo se realizó utilizando hasta 10 equipos de sondaje, algunos de punta diamantada y otros denominados de aire reverso, equipos de distinta tecnología y eficiencia.

### Perforación de un pozo al refugio
Los trabajos de perforación comenzaron en la madrugada del día 9 de agosto y avanzaron velozmente, lo que inicialmente implicó algunos contratiempos. Tras días de trabajo, y a 510 metros de profundidad, se encontró un taller abandonado, lo que inicialmente despertó controversias y falsas expectativas, sobre todo por la compleja topografía de la mina.
El martes 10 de agosto, llega al Campamento Esperanza la Virgen de la Candelaria, junto a San Lorenzo, con motivo del día del minero, donde se celebró una misa a las 11 de la mañana por el Obispo de Copiapó entonces, Monseñor Gaspar Quintana. El jueves 19 de agosto, tras dos semanas del desastre, una sonda hincada a 760 metros por debajo del cerro San José arrojaba una trayectoria errónea, al no dar con el refugio ubicado a 700 m de profundidad. Tras haber implementado perforadoras de mayor precisión, se logró dar con el refugio de emergencia.
El 11 de agosto de 2010, el entonces presidente Piñera destituyó a la plana mayor del Sernageomin (Alejandro Vío, Exequiel Llanes y Rodolfo Díaz), debido a las anomalías detectadas en la fiscalización de la mina San José.

### Encuentran la ubicación del refugio
El domingo 22 de agosto de 2010, alrededor de las 7:15 h, una segunda sonda consiguió «romper fondo» a 688 metros de profundidad, llegando a una rampa que estaría a 20 metros del refugio. La noticia llenó de esperanzas a los familiares y cercanos a los atrapados que, debido al fallido trabajo de la primera sonda, ya casi no creían que los mineros se encontrarían con vida. Alrededor de las 14:55 horas, se dieron a conocer los primeros indicios del estado de los mineros, ya que al retirar la sonda, ésta salió con marcas de pintura roja, como muestra de que había mineros con vida, y a las 15:17 h el presidente Sebastián Piñera mostró una nota enviada desde el interior del refugio de la mina, escrita en una hoja de papel con lápiz color rojo, y confirmando que los mineros se encontraban con vida, que decía:

Estamos bien en el refugio los 33

La noticia provocó la alegría de todas las personas que se encontraban en el campamento fuera de la mina, y de todo el país, desatándose una verdadera fiesta nacional, en que la gente salió a celebrarlo a las calles, reuniéndose en puntos donde normalmente se celebran triunfos deportivos, como Plaza Italia en la capital, mientras que las personas que se encontraban en la mina entonaron el himno nacional de Chile, generando reacciones en la prensa nacional e internacional. Unas horas más tarde, mediante una cámara de video a través de la sonda para inspección, establecieron contacto con los mineros, captando las primeras imágenes de los atrapados.
Al día siguiente, 23.08.2010, se usó un dispositivo denominado «paloma», que consta de una tubería de PVC de alta resistencia, cuyo diámetro le permite desplazarse con holgura por el interior de la perforación.
Se procedió con la rehidratación de los mineros a través de la sonda: Se les envió agua, bebidas isotónicas así como medicamentos. Aproximadamente a las 11 de la mañana, se les entregó un cuestionario para que respondieran e informaran sobre su estado de salud (resultó con 5 de cada 10 mineros con estrés).
Ese mismo día Radio Cooperativa publicó declaraciones de Alejandro Bohn, uno de los dueños de la mina, en las que anunciaba que la empresa no estaba en condiciones de garantizar el pago de los salarios de los mineros, ni los seguros por accidente laboral, que desencadenaron severas críticas desde todos los sectores.
El martes 24 de agosto arriba a la mina el "Grupo de Tarea Naval 33", al mando del Capitán de Navío Renato Navarro el Capitán de Fragata (Sn) Andrés Llarenas, el Suboficial Mayor Edgardo Rodríguez y el Sargento Edgardo Lagos, todos de especialidad submarinista de la Armada de Chile, para integrarse al equipo de rescate y capacitar al personal de la ACHS en lo referente a medicina operativa. 
El jueves 26 de agosto los mineros enviaron un video donde se grabaron a ellos mismos, saludando a sus familias. El video, que fue mostrado en televisión, emocionó a todo el país. En el mismo, se mostraron con aparente buen ánimo y nuevamente entonando el himno nacional chileno, recorriendo el mundo, noticia que encabezó las primeras páginas de los medios internacionales.

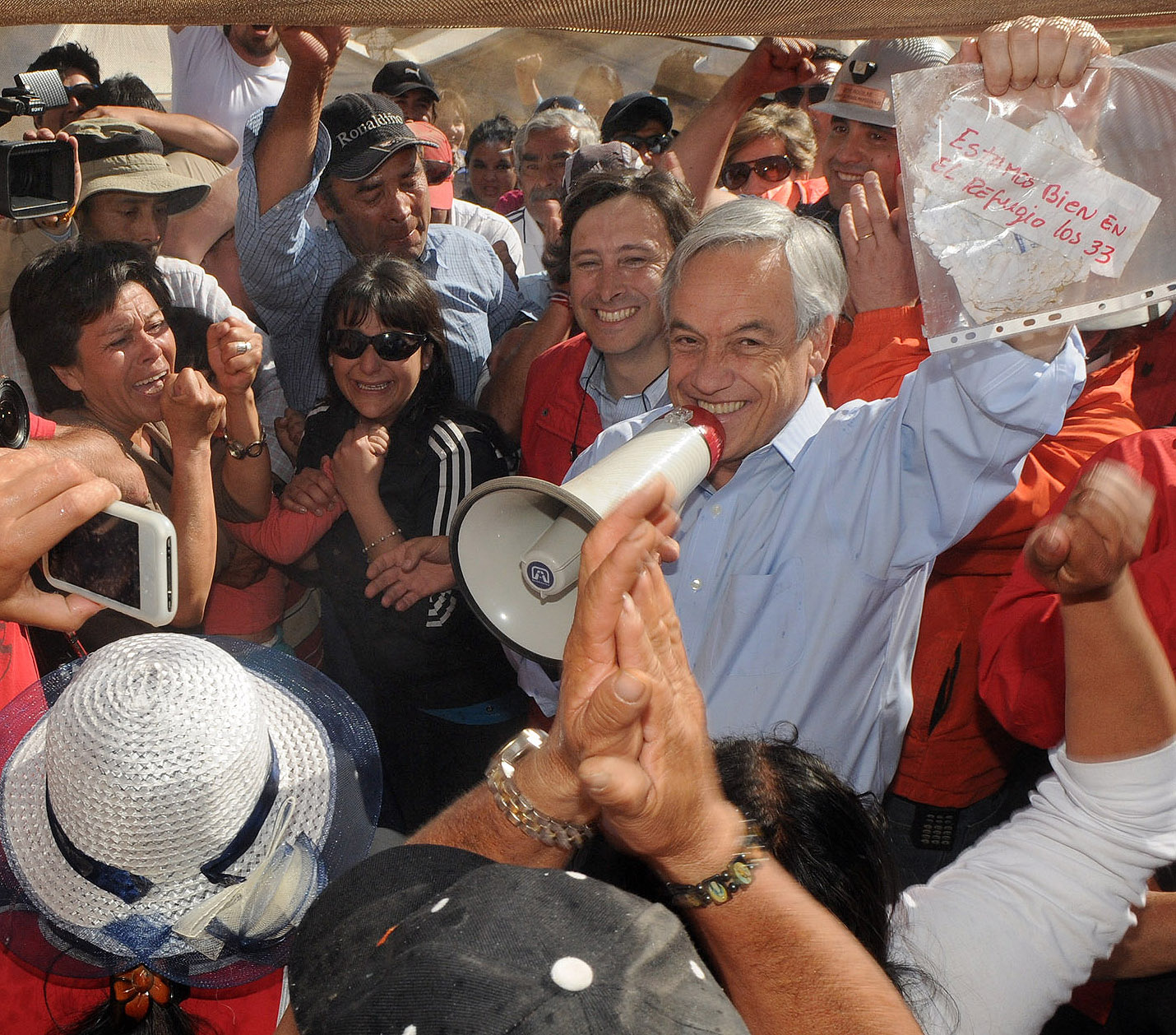
Presidente Sebastián Piñera muestra a los medios de prensa el mensaje de los mineros atrapados
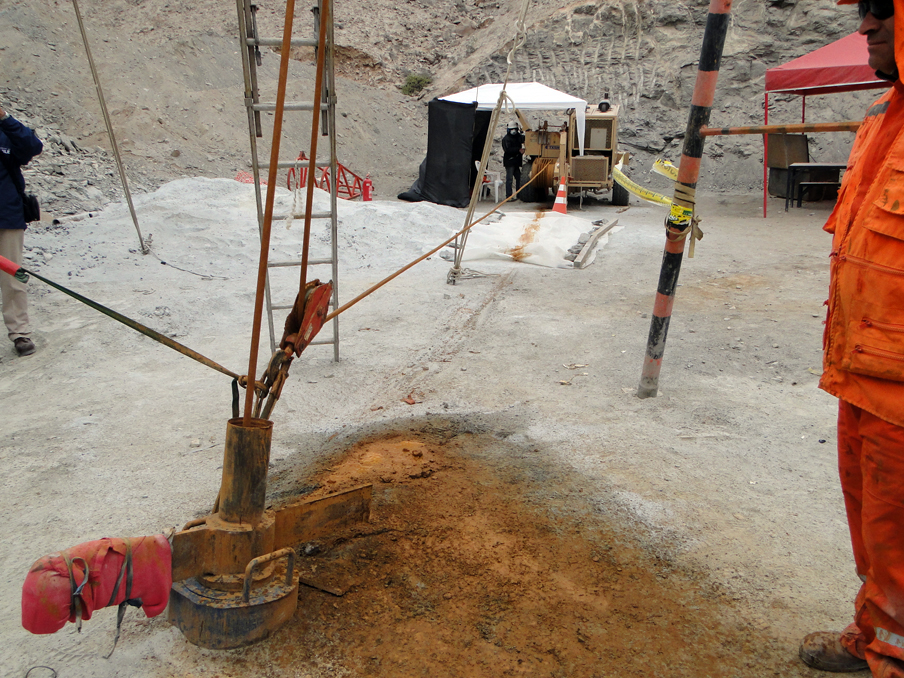
Imagen del dispositivo con el que se surtió de provisiones a los mineros durante la espera.
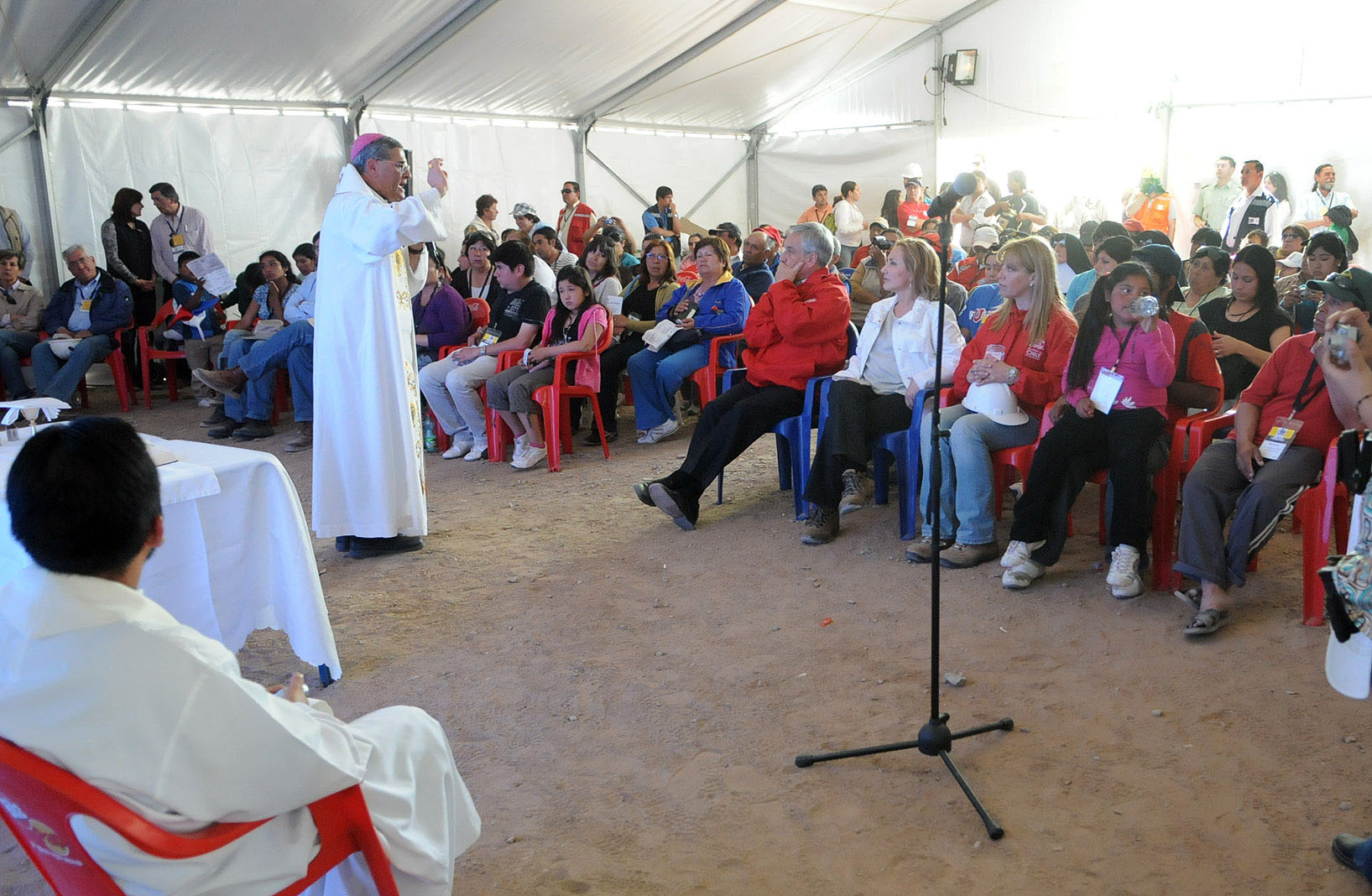
Servicio religioso realizado en el Campamento Esperanza.

### Operación San Lorenzo

Esquema de la cápsula Fenix y del equipamiento de los mineros utilizado en el rescate

Bautizada así en honor al Santo patrono de los mineros, San Lorenzo, de aquí en adelante un equipo de ingenieros y especialistas en faenas de rescate, liderados por el ingeniero jefe André Sougarret, que también estuvo a cargo de los múltiples sondajes anteriores, planificaron los pasos a seguir en lo que sería el rescate definitivo. 
Mientras los equipos médicos de la ACHS y del GT Naval 33 regulaban el ingreso de alimentos más complejos, como comidas sólidas y calientes, el primer paso del equipo de perforación fue realizar estudios topográficos para conocer el punto ideal de trabajo. El día 20 de agosto, el destacado ingeniero de minas y máster en perforación por la Hughes Tool Company (actual Baker Hughes), Ricardo Vega Robles, se contacta con el ministro Golborne para asesorarlo en la perforación de la mina "San José", recomendándole un plan n°1, el cual consistía en utilizar una máquina perforadora de gran tamaño denominada "Raise Borer" (Strata 950) - que podría ser solicitada a "Terra Service", a Kala Máster Drilling o Codelco - para realizar un túnel vertical y, un plan n°2, consistente en realizar un túnel horizontal desde un lugar cercano, con una máquina de menor tamaño denominada "jumbo". El Ministro Golborne, presenta dichas opciones a la evaluación del equipo técnico encabezado por Sougarret.
Según el ministro Golborne, el rescate llevaría entre tres y cuatro meses, ya que el "Plan A", como fue designado, tenía una velocidad promedio de 20 metros por día, aunque dependía de muchos factores, entre ellos, la naturaleza de la roca. Incluso, en varias oportunidades, el trabajo se detuvo por problemas técnicos. La Strata 950 fue ubicada cercana a la chimenea de ventilación, en la parte más alta del cerro, de forma vertical al refugio. Trabajó perforando un ducto de 33 cm de ancho para luego ampliarlo a un diámetro de 66 cm, espacio suficiente para ingresar a una persona e izarla hasta la superficie.
Análogamente, el ingeniero y extrabajador de Codelco División El Teniente, diseñó un dispositivo o cápsula de rescate, el cual debería tener determinadas dimensiones, prestaciones y condiciones de seguridad. Sin embargo, el que fue usado en el rescate fue diseñado por la NASA norteamericana y el Suboficial Mayor Edgardo Rodríguez del GT Naval 33. Solo 3 cápsulas de rescate fueron construidas por ASMAR y  bautizadas como Fénix. (Inicialmente se construyeron 4 de estos dispositivos).
Una segunda opción de rescate, el "Plan B", ideado por Igor Proestakis fue implementado como medida para asegurar el avance de las operaciones en el caso de que la Strata tuviera algún inconveniente. Usando como guía un sondaje previo, la máquina Schramm T-130, operada y propiedad de la compañía estadounidense Geotec, llegó a la mina el 3 de septiembre, iniciando sus operaciones inmediatamente. Utilizada comúnmente para llegar a pozos de agua profundos, su objetivo era el taller del yacimiento cercano al refugio, a una profundidad cercana a los 620 metros. Con una velocidad de 20 metros cada 24 horas, este trabajo tuvo la ventaja de utilizar un sondaje previo, de ahí la primera etapa de hacer un ducto de 30 cm. Luego, se evaluaría la necesidad de ensanchar el ducto, un trabajo inédito para la T-130.
Una opción que también fue planteada en la planificación previa, era la de utilizar una máquina perforadora creada para cavar pozos petrolíferos, que ofrecía la principal ventaja de romper un ducto del diámetro definitivo, o sea de 70 cm inmediatamente; además, su poder le permitiría avanzar a mayor velocidad. El equipo optó finalmente por dar el visto bueno, considerando todos los riesgos que involucraba tan colosal objeto. Bautizado como el "Plan C", fue un aporte de ENAP al rescate. Ingresó a la mina el 10 de septiembre entre aplausos de los familiares, al igual que sus dos predecesoras, en una caravana de 42 camiones que obligó a agrandar el acceso principal al yacimiento. Luego de nueve días en que se acondicionó su emplazamiento, construyendo una base de concreto, y armando la gigantesca estructura de 45 metros, "La Transformer", así llamada por los familiares, comenzó la perforación. De igual forma que la T-130, apuntaba hacia el taller, pero al ser ubicada a una altura menor, la profundidad hacia este era de 100 metros menos que el "Plan B", por lo que se creó gran expectativa ante la posibilidad de ahorrar tiempo respecto a los 3 o 4 meses inicialmente estimados.
Superadas estas dificultades técnicas, se precisó preservar la frágil salud de los 33 afectados, por lo cual se les suministró de ropa especial que les permitiría salir sin contratiempo alguno. Se les dotó con cascos especiales similares a los que usaban en labor diaria, Lentes filtrasol de alto grado para evitar daño por iluminación repentina, arneses y vendajes especiales en partes críticas del cuerpo como lo son las piernas esto en un esfuerzo por disminuir la probabilidad de que algún sobreviviente pudiese desarrollar trombosis venosa, además de seguirles suministrando bebidas isotónicas y otros medicamentos requeridos dada la situación. 
El jueves 7 de octubre el ministro de minería Laurence Golborne anunció que un posible contacto para rescatar a los mineros sería el sábado 9 de octubre, ya que la perforadora T-130, apodada como "Plan B", había superado el día anterior los 500 metros de perforación y hasta el día de la noticia ya llevaba 535 metros perforados, lo que indicaría que dentro de dos días la perforadora podría comenzar a sacar a los mineros atrapados. Además, el ministro junto con el de salud, Jaime Mañalich, realizaron un ensayo general del rescate en la mina según la planificación redactada por el Capitán de Navío Renato Navarro y en la cual se emplearon los helicópteros de la Fuerza Aérea de Chile al mando del Comandante de Grupo Aldo Carbone.
Finalmente el sábado 9, la máquina perforadora del "Plan B" logró llegar hacia donde aún se encuentra el taller de la mina, aproximadamente a las 8:05 horas.
El ministro Laurence Golborne precisó que el siguiente paso que se desarrollaría era el levantamiento de barras, lo que se calculaba tomaría unas seis horas, y los familiares de los mineros reaccionaron con profunda emoción y corrieron hacia donde se encontraban las 33 banderas en honor a los trabajadores atrapados, para celebrar y hablar a los medios de comunicación.
El Gobierno de Chile presumía sacar a los mineros del refugio el martes 12 de octubre a partir de las 20:00 hora de Chile (23:00 UTC) y durante el transcurso de los días 13 al 15, aunque finalmente lo hizo durante el transcurso del día 13 sin ningún inconveniente. El orden de salida de los mineros se conformó siguiendo las pautas de un rescate desde un submarino siniestrado, es decir primero los que están en mejor estado físico y más hábiles, luego los más lábiles (enfermos crónicos y de mayor edad) y finalmente los más fuertes psicológicamente, dejando al jefe de turno Luis Ibarra al final. Según un estudio, los mineros que recibieron una mayor atención mediática mundial, por el número de noticias en las que fueron protagonistas en los días alrededor del rescate fueron, por orden: Florencio Ávalos (primer rescatado), Mario Sepúlveda (segundo rescatado), Luis Urzúa (último rescatado), Carlos Mamani (cuarto rescatado, boliviano, único minero no chileno), Mario Gómez (rescatado en novena posición, el mayor, de 63 años).

### Lista de trabajadores y tiempos de viajes y rescates
Los 33 trabajadores atrapados en la mina. Inicialmente se incluyó a William Órdenes, quien se quedó dormido el día del accidente, y a Roberto López Bordones.
La hora del rescate fue tomada en el momento en que la cápsula se posaba sobre la superficie exterior.
El tiempo promedio entre cada uno de los 33 rescates fue de 40 minutos, con una duración total de 22 horas 36 minutos desde que bajó la cápsula con el primer rescatista hasta que subió el último minero rescatado. 
Sumando los seis ascensos de los rescatistas, el promedio entre cada rescate fue de 38 minutos. La duración total, desde que bajó el primer rescatista, hasta que subió el último a la superficie, fue de 25 horas 12 minutos.
Los mineros estuvieron atrapados en la mina —desde que se rescata el primer minero hasta que sale el último de los 33— entre 68 días, 9 horas, 5 minutos hasta 69 días, 6 horas, 51 minutos.
|     | Minero              | Edad | Hora de rescate            | Notas |
| --- | ------------------- | ---- | -------------------------- | --- |
| 1.  | Florencio Ávalos    | 31   | 13 de octubre, a las 00:10 | Capataz. Hermano de Renán. Aparece en el primer video. |
| 2.  | Mario Sepúlveda     | 40   | 13 de octubre, a las 01:09 | Líder sindical y jefe combativo; junto a Luis Urzúa lideró al grupo de los 33. Narró el emotivo video de 40 minutos donde los mineros mandaban sus saludos y contaban cómo viven en la mina, a todos llamó la atención su entusiasmo al salir de la cápsula Fénix, subió piedras de la mina como regalo. |
| 3.  | Juan Illanes        | 52   | 13 de octubre, a las 02:08 | Cabo primero del Ejército de Chile durante el Conflicto del Beagle. |
| 4.  | Carlos Mamani       | 23   | 13 de octubre, a las 03:09 | Empezó a trabajar en la mina cinco días antes del derrumbe. Boliviano, fue el único minero no chileno. |
| 5.  | Jimmy Sánchez       | 19   | 13 de octubre, a las 04:09 | El más joven de todos los mineros, tiene una hija de tres meses con su novia. Su padre, que en un principio se opuso a esta relación, dijo "creí perder un hijo y he ganado un hombre". |
| 6.  | Osmán Araya         | 30   | 13 de octubre, a las 05:34 | Casado y con tres hijos, llevaba sólo cuatro meses en la mina y tenía en mente cambiar de empleo porque consideraba que el yacimiento no era seguro. |
| 7.  | José Ojeda          | 47   | 13 de octubre, a las 06:21 | Autor del mensaje "Estamos bien en el refugio los 33". |
| 8.  | Claudio Yáñez       | 34   | 13 de octubre, a las 07:02 | Ya había sufrido dos accidentes anteriores mientras manejaba explosivos. Su novia le pidió en matrimonio y él aceptó. |
| 9.  | Mario Gómez         | 62   | 13 de octubre, a las 07:59 | El mayor de todos, líder espiritual. Envió la primera carta detallando las coordenadas en las que se encontraban. Falleció el 21 de septiembre de 2024 a los 74 años. |
| 10. | Álex Vega           | 32   | 13 de octubre, a las 08:52 | Su padre dio un nombre falso para poder pasar los controles y ayudar así en las tareas de rescate, algo prohibido a los familiares. Álex, mecánico y padre de dos hijos, quería ahorrar para comprarse una casa en Copiapó.                                                                              |
| 11. | Jorge Galleguillos  | 56   | 13 de octubre, a las 09:31 | 30 años en la mina. |
| 12. | Edison Peña         | 34   | 13 de octubre, a las 10:12 | Fanático de Elvis Presley. Pidió unas zapatillas para correr los 10 km que hacía en la superficie. |
| 13. | Carlos Barrios      | 27   | 13 de octubre, a las 10:54 | Con un hijo de cinco años, su actual pareja se enteró de que estaba embarazada de un mes una semana después del derrumbe. |
| 14. | Víctor Zamora       | 34   | 13 de octubre, a las 11:30 | Bromista oficial del grupo. Le escribía poemas a su esposa. |
| 15. | Víctor Segovia      | 48   | 13 de octubre, a las 12:07 | Autor del diario que narra la estadía en la mina, varias editoriales se pelean por publicarlo. |
| 16. | Daniel Herrera      | 27   | 13 de octubre, a las 12:49 | Conductor y seguidor del Audax Italiano, recibió una camiseta firmada por todos los jugadores. |
| 17. | Omar Reygadas       | 56   | 13 de octubre, a las 13:39 | Tres veces atrapado en minas, dos de ellas en la San José. Su nieta se mostró muy emotiva durante todo su encierro y se hizo conocida gracias a su gran personalidad frente a las cámaras. |
| 18. | Esteban Rojas       | 45   | 13 de octubre, a las 14:49 | Iba a jubilarse el 18 de septiembre, pero el derrumbe se lo impidió. |
| 19. | Pablo Rojas         | 45   | 13 de octubre, a las 15:28 | Cargador de explosivos y padre de tres hijos, en una carta le prometió a su mujer casarse por la Iglesia "de una vez por todas". |
| 20. | Darío Segovia       | 48   | 13 de octubre, a las 15:59 | Hermano de María Segovia, apodada "La Alcaldesa", quien mantuvo el ánimo de los familiares en el Campamento Esperanza. |
| 21. | Jhonny Barrios      | 50   | 13 de octubre, a las 16:31 | Responsable de los informes médicos y de administración de fármacos ya que tiene experiencia en técnicas de enfermería. Su exmujer y su actual pareja discutieron por él, pero prefirió quedarse con la segunda, asegurando que a la primera nunca le faltaría de nada.                                  |
| 22. | Samuel Ávalos       | 43   | 13 de octubre, a las 17:04 | Su novia le pidió en matrimonio. |
| 23. | Carlos Bugueño      | 26   | 13 de octubre, a las 17:32 | Antes de ingresar en la mina, era vigilante de seguridad, pero quería comprarse una casa y un automóvil. |
| 24. | José Henríquez      | 54   | 13 de octubre, a las 17:59 | Es cristiano evangélico. Señaló haber predicado a los otros mineros. Los instó a confiar en Dios, fue elegido para dirigir la oración; cantó y les enseñó coros y canciones de alabanza. Posteriormente sería nombrado hijo ilustre de Talca, su ciudad natal.                                           |
| 25. | Renán Ávalos        | 29   | 13 de octubre, a las 18:24 | Hermano de Florencio, le gustan la hípica y el fútbol. |
| 26. | Claudio Acuña       | 35   | 13 de octubre, a las 18:51 | Perforista, le pidió matrimonio a su novia desde el fondo de la mina. |
| 27. | Franklin Lobos      | 53   | 13 de octubre, a las 19:18 | Exfutbolista de Deportes La Serena, Santiago Wanderers, Regional Atacama, Deportes Arica y Cobresal. Jugó algunos encuentros con el seleccionado chileno. |
| 28. | Richard Villarroel  | 27   | 13 de octubre, a las 19:44 | Minero oriundo de la localidad de Paine, Región Metropolitana. Aficionado a la vida rural y a las gallinas. |
| 29. | Juan Carlos Aguilar | 49   | 13 de octubre, a las 20:13 | 20 años en la mina. |
| 30. | Raúl Bustos         | 40   | 13 de octubre, a las 20:37 | Sobrevivió al terremoto y maremoto ocurrido a principios de año en su ciudad natal, Talcahuano. No le correspondía estar en la mina cuando se produjo el derrumbe, pero su jefe le ofreció nueve mil pesos (18 dólares) por doblar el turno.                                                             |
| 31. | Pedro Cortez        | 25   | 13 de octubre, a las 21:02 | Separado y con una niña, es electricista, pero se convirtió en minero empujado por su amigo Carlos Bugueño. |
| 32. | Ariel Ticona        | 29   | 13 de octubre, a las 21:28 | Vio el nacimiento de su hija por videoconferencia desde la mina. Inicialmente, la niña se llamaría Carolina, pero por el derrumbe, su madre decidió llamarla Esperanza. |
| 33. | Luis Urzúa          | 54   | 13 de octubre, a las 21:56 | Jefe de turno y uno de los líderes del grupo. Posiblemente la persona que más tiempo ha estado atrapada en una mina. |

|    | Rescatista         | Edad | Afiliación       | Hora de descenso            | Hora de rescate             |
| -- | ------------------ | ---- | ---------------- | --------------------------- | --------------------------- |
| 4. | Jorge Bustamante   |      | Mina El Teniente | 13 de octubre, a las 10:22  | 13 de octubre, a las 22:37a |
| 6. | Pedro Rivero       |      | Minera Carola    | 13 de octubre, a las 19:23  | 13 de octubre, a las 22:52  |
| 3. | Patricio Roblero   | 39   | Armada de Chile  | 13 de octubre, a las 1:40b  | 13 de octubre, a las 23:17a |
| 5. | Patricio Sepúlveda |      | GOPE             | 13 de octubre, a las 12:14  | 13 de octubre, a las 23:41a |
| 2. | Roberto Ríos       | 37   | Armada de Chile  | 13 de octubre, a las 00:42b | 14 de octubre, a las 00:05  |
| 1. | Manuel González    | 47   | Mina El Teniente | 12 de octubre, a las 23:19  | 14 de octubre, a las 00:33  |

a La hora es correcta, mas no necesariamente el nombre del rescatista. b Al fondo de la mina.

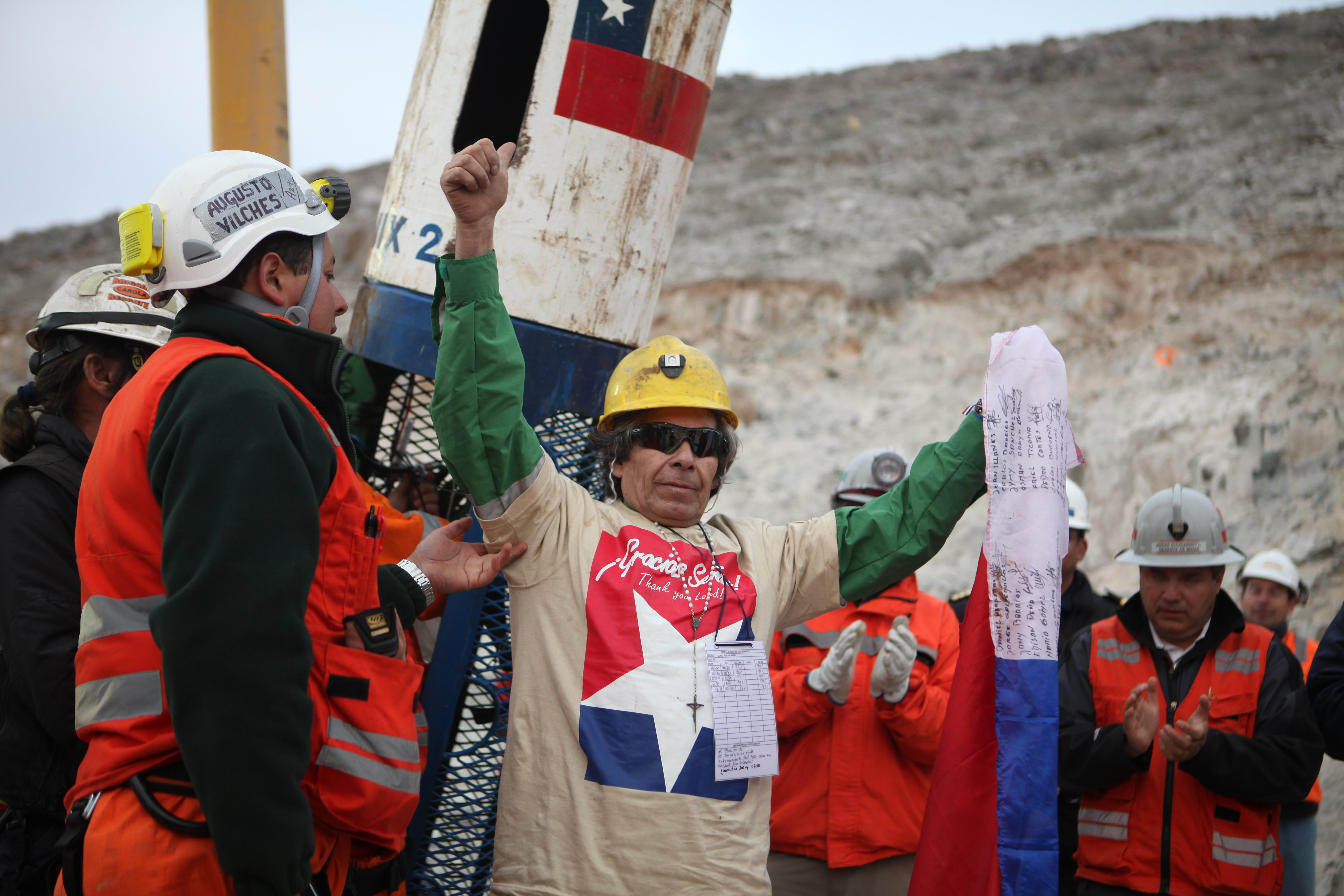
Mario Gómez, minero número 9 en ser rescatado
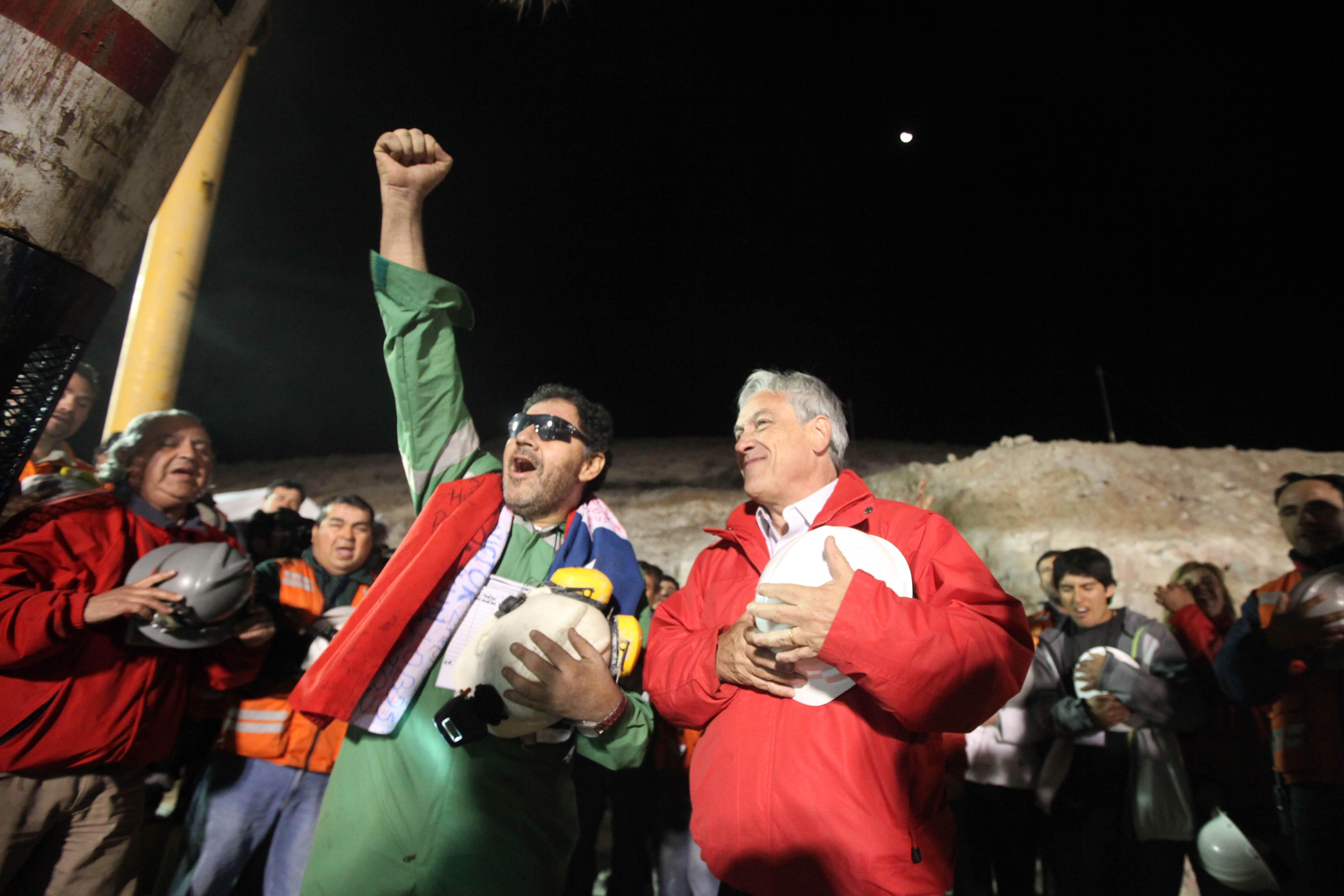
Luis Urzúa, minero número 33 en ser rescatado (último rescate)
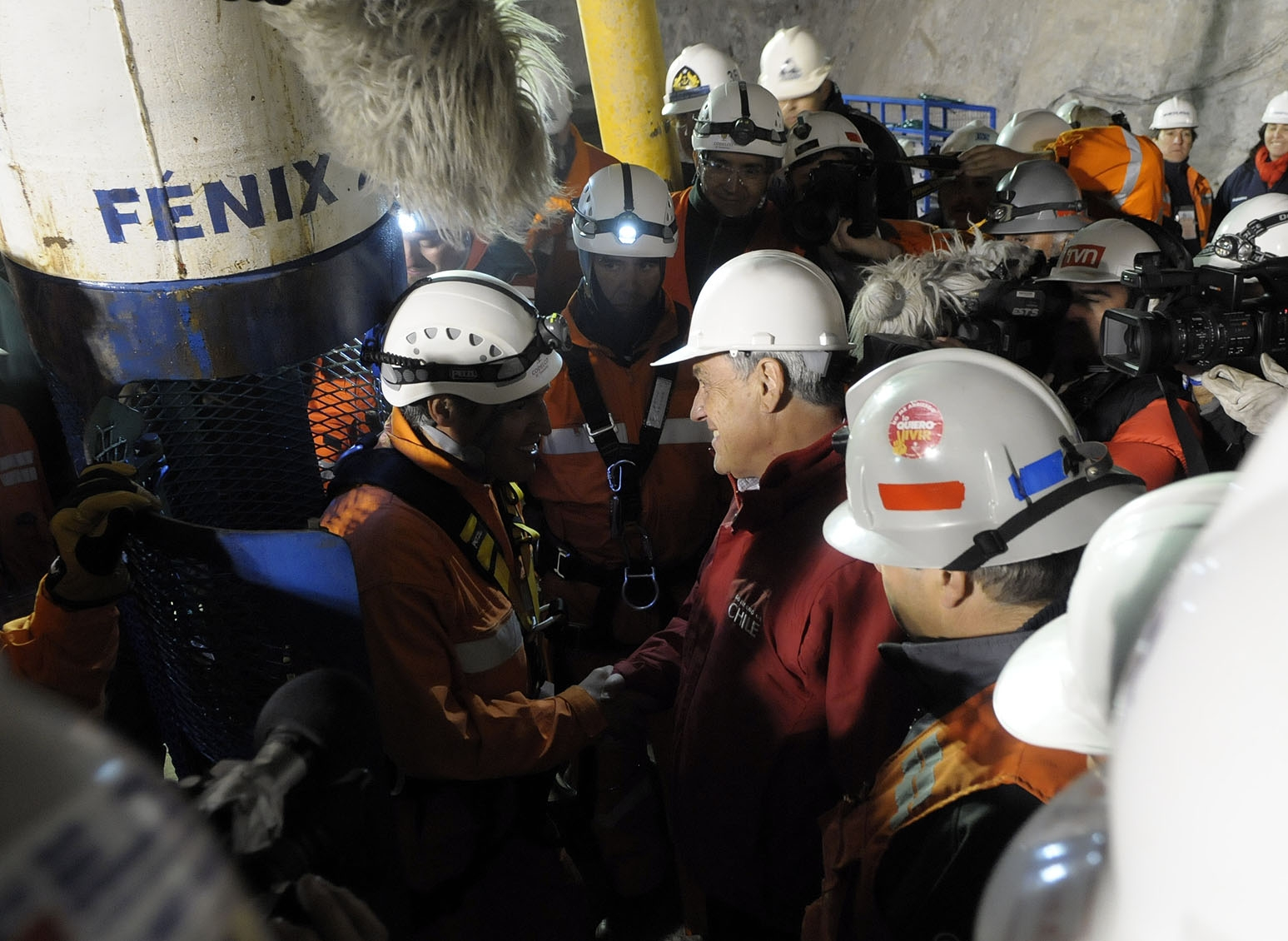
Manuel González, rescatista de CODELCO, vuelve a la superficie.

## Responsabilidades
El 14 de octubre el entonces presidente chileno Sebastián Piñera visitó a los sobrevivientes en el hospital en que estaban internados y realizó declaraciones muy críticas sobre las condiciones de trabajo en las minas, prometiendo que no habría impunidad:

Aquí no va a haber impunidad y ya están trabajando la Justicia en un juicio, el Gobierno en materia de procedimientos administrativos. Estamos usando todos los mecanismos para que las responsabilidades queden claramente establecidas y los responsables asuman las consecuencias... Nunca más en nuestro país vamos a permitir que se trabaje en condiciones tan inseguras y tan inhumanas como se trabajaba en la mina San José, y en muchos otros lugares de nuestro país.
Sebastián Piñera

En 2007 la mina había sido clausurada por no cumplir las normas de seguridad, autorizándose su reapertura en 2008. Entre las intimaciones formuladas por las autoridades se encontraba la construcción de una vía de escape alternativa a través de la chimenea de ventilación, que no fue finalizada por la empresa propietaria.
Pocos días después del derrumbe, el entonces presidente Piñera había destituido a la plana mayor del Sernageomin debido a las graves falencias detectadas en la fiscalización de las minas. En esa oportunidad su titular, Alejandro Vío, relató que el organismo contaba con recursos insuficientes para realizar su tarea, y que solo tenía dieciséis inspectores para inspeccionar todas las minas del país, y apenas dos para la región minera de Atacama. A poco asumir sus nuevas autoridades, el Sernageomin dispuso la clausura de dieciocho minas que no cumplían con las medidas básicas de seguridad.
Las responsabilidades penales fueron investigadas en una causa abierta en la Fiscalía de Atacama a cargo de Héctor Mella Farías, que luego de tres años fue cerrada sin formular cargos contra ninguna persona. La decisión fue recibida con indignación y sorpresa por parte de los sobrevivientes, el sindicato minero y diversos sectores, entre ellos el exministro de Minería y coordinador del rescate Laurence Golborne, quien recordó que la empresa no había cumplido las intimaciones de seguridad realizada por las autoridades, entre ellas la construcción de una salida de emergencia a través de la chimenea de ventilación.
El derrumbe provocó el cierre de la mina y el despido de unos trescientos trabajadores que se desempeñaban en la misma. La empresa solo cumplió parcialmente con el pago de las indemnizaciones adeudadas a los trabajadores despedidos.
En 2011, treinta y un mineros sobrevivientes del derrumbe, iniciaron también un juicio civil contra el gobierno chileno, por negligencia en el cumplimiento de sus deberes de fiscalización, reclamando cada uno 535 mil dólares. Hasta 2017 aún no había concluido.
Con respecto al costo del rescate, estimado en 29 millones de USD, el gobierno acordó con la empresa propietaria de la mina la cancelación de la deuda por un monto de 5 millones de dólares. Los 24 millones restantes fueron aportados por el Estado en un 66% y el resto por donación de empresas privadas que controlan el 80% del sector minero.

## Efectos del rescate

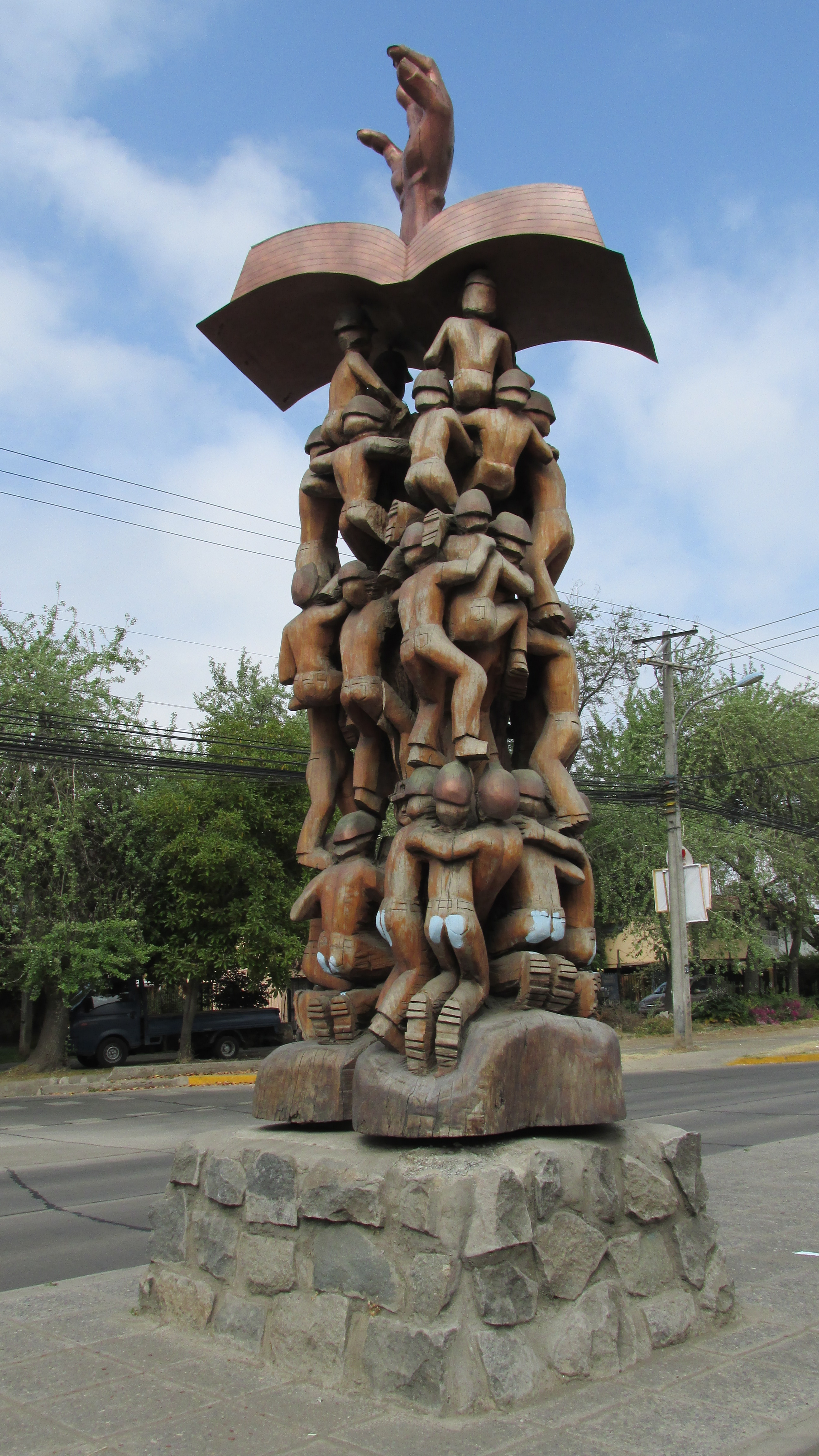
Monumento en Rancagua conmemorando el rescate de los mineros.

### Muestras de apoyo
- El 23 de agosto, el empresario y filántropo Leonardo Farkas entregó 5 millones de pesos (8 000 dólares) a las familias de cada uno de los mineros.[70]
- El 23 de agosto, el jugador de fútbol Diego Rivarola quien militaba en ese entonces en el Club Universidad de Chile, envió una camiseta de regalo al minero Jimmy Sánchez, fanático de ese club.[71]
- El 25 de agosto, el tesorero del Sindicato de Futbolistas Profesionales de Chile, Julio Pastén, le entregó a la familia de Franklin Lobos una camiseta de la selección de fútbol de Chile autografiada por todos los jugadores y el técnico Marcelo Bielsa. Adicionalmente, Deportes Copiapó le regaló una beca para que cursara la carrera de entrenador profesional de fútbol en el INAF.[72]
- El 25 de agosto, el pastor de la Iglesia Adventista del Séptimo Día y corresponsal de Nuevo Tiempo, Carlos Parra, entregó 33 mini Biblias a los mineros[73]
- El 27 de agosto, la NASA anunció que enviaría a cuatro profesionales a apoyar al equipo de rescate,[74] lo que se materializó el 31 de agosto.[75]
- El 27 de agosto, la cantante mexicana Ana Gabriel envió un video de saludo y oración grabado antes de su espectáculo en Santiago.[76]
- El 28 de agosto, el grupo musical Inti-Illimani Histórico dio un concierto para los familiares de los mineros. Uno de los temas, una saya boliviana, fue dedicado a Carlos Mamani.[77]
- El 29 de agosto, el papa Benedicto XVI les envió un mensaje de ánimo desde su residencia de Castel Gandolfo.[78]
- El 29 de agosto, el pianista chileno Roberto Bravo dio un concierto en el campamento Esperanza para las familias de los mineros.[79]
- El 30 de agosto, el secretario general de la ONU, Ban Ki-moon, envió un mensaje de aliento.[75]
- El 2 de septiembre, la escritora Isabel Allende les dedicó el Premio Nacional de Literatura de Chile a los mineros atrapados.[80]
- El 2 de septiembre, el cardenal Francisco Javier Errázuriz llegó hasta la mina San José para entregar 33 rosarios bendecidos por el papa Benedicto XVI.[81] Días después, durante el Tedeum de Fiestas Patrias, se refirió brevemente durante su Homilía a los 33 mineros. Una semana después, el mismo Cardenal invitó a 33 mineros de Codelco Chile para participar de la Solemne Procesión del Carmen, que se celebró en homenaje al Bicentenario Patrio.
- El 2 de septiembre, el cantante dominicano Juan Luis Guerra llamó a orar por los mineros desde su cuenta de Twitter. Se sabe que los mineros han escuchado el tema Ojalá que llueva café.[82]
- El 4 de septiembre, cuatro sobrevivientes de la tragedia de los Andes llegaron a Chile a saludar a los mineros y a sus familias.[83]
- El 5 de septiembre, David Villa, delantero centro de la Selección española de fútbol además de hijo y sobrino de mineros asturianos envió dos camisetas autografiadas con mensajes de ánimo a los mineros. Dos años después también se le pudo ver junto al futbolista Santiago Cazorla apoyando los movimientos sindicales de la minería asturiana.
- El 8 de septiembre, un papel, en una de las llamadas "palomas", emanó desde las profundidades con los nombres de los mineros que son seguidores de Colo-Colo, y se comprobó que de los 33, al menos 20 son hinchas de este club; Colo-Colo, a través de su filial en Copiapó, hizo llegar 20 camisetas personalizadas a las profundidades de la mina, y con el número 33 en la espalda.[84]
- El 9 de septiembre, llegaron dos camisetas regaladas por el futbolista español David Villa, en signo de aprecio a los mineros.[85]
- El 12 de septiembre, se anunció una película de Rodrigo Ortúzar que se llamará "Esperanza", sobre la historia de los mineros. El guionista de 50 años ya está grabando imágenes en el campo y los alrededores de la mina San José. Según Ortúzar, la película va a mezclar realidad y ficción.
- El 18 de septiembre, tras el Tedeum de Fiestas Patrias, tanto la gente de la superficie, como los mineros en el socavón, cantaron el Himno Nacional. Ellos fueron recordados por Don Francisco en la Gala del Bicentenario realizada en el Estadio Nacional Julio Martínez Prádanos. Los 33 replicaron el Himno Nacional Chileno, el que fue mostrado por televisión durante la transmisión de dicha Gala.
- El 1 de octubre, el club español Real Madrid envió camisetas autografiadas a cada uno de los 33 mineros.[86]
- El 4 de octubre, el futbolista chileno del AS Roma David Pizarro dedica el premio “Caballero de Roma” a los 33 mineros atrapados.
- El 6 de octubre, el CEO de Apple Steve Jobs regala en nombre de su compañía 33 iPods que serán entregados a los mineros luego de ser rescatados.
- El 8 de octubre, la banda norteamericana Incubus dedicó su concierto en Chile, a los 33 mineros, donando las ganancias del concierto y del posterior DVD que se grabó, a las familias de los mineros.
- El 11 de octubre, Zack de la Rocha (vocalista de Rage Against The Machine) dedicó junto a la banda una versión propia de "La canción del minero" del fallecido cantante chileno Víctor Jara a los mineros de la mina San José (a la que erróneamente llamó como mina "San Juan"), durante el concierto realizado en el Festival Maquinaria.[87]
- El 12 de octubre, El Presidente de los Estados Unidos, Barack Obama envía un mensaje de aliento a los mineros atrapados: En un comunicado distribuido por la Casa Blanca, Obama indicó que sus "pensamientos y oraciones se encuentran con estos valerosos mineros, sus familias y los hombres y mujeres que han trabajado tan duro para rescatarlos".
- El 13 de octubre, la banda Pixies durante su segundo concierto en Chile, tocó 33 canciones, en honor a los mineros. El concierto empezó a la hora de finalizarse el rescate.
- El 17 de Octubre, la banda canadiense Rush les dedicó el tema Stick It Out en su concierto del Estadio Nacional, además de mostrar una foto con la leyenda 33 SALVADOS en las pantallas laterales del concierto. Además, el guitarrista Alex Lifeson usó un sticker con el número 33 en su guitarra principal.
- El 23 de marzo de 2011, el cantante ecuatoriano Delfín Quishpe, estrenó su videoclip «Todo hombre es un minero», un tema dedicado a los mineros.[88]
- El 6 de noviembre de 2013, al cumplirse el tercer aniversario del rescate, Correos Chile emitió una serie de seis sellos postales conmemorativos, que contenían la cápsula Fénix 2, los nombres de los 33 mineros, el papel con el mensaje "Estamos bien en el refugio los 33", el monumento "33 mineros de Atacama el milagro de la vida", la sonda perforadora T-130 y las 33 banderas que fueron instaladas en la mina San José.[89]
- En agosto del 2015, cinco años después del derrumbe, Sernageomin (Servicio Nacional de Geología y Minería de Chile) utilizó la frase para una campaña de seguridad encabezada por Luis Urzúa, jefe de turno de los 33. En febrero de 2018, José Ojeda Vidal (autor de la frase) presentó una denuncia contra el Sernageomin en el 19° Juzgado Civil de Santiago "infracción de propiedad intelectual e indemnización de perjuicios".[90]

### Efectos políticos
- El 10 de agosto, el presidente Sebastián Piñera destituyó a Alejandro Vío, director nacional del Sernageomin.[91]
- El 23 de agosto, se creó la Comisión de Expertos para la Seguridad en el Trabajo.[92]
- El 27 de agosto, se anunció la creación de una Superintendencia de Minería.[93]
- El 13 de octubre, el presidente de Bolivia, Evo Morales, visitó la mina y el lugar del rescate junto al Presidente Sebastián Piñera, justo en momentos en que el 11° rescatado, Jorge Galleguillos, salía a la superficie. Posteriormente los dos presidentes visitaron en el hospital al minero boliviano Carlos Mamani, quien fue rescatado durante la madrugada. Morales invitó al minero Mamani a regresar a su país y le ofreció trabajo con todas las garantías.[94]
- El 13 de octubre de 2014, al conmemorarse cuatro años del rescate, el Gobierno de Chile otorgó una pensión de gracia y vitalicia de $315.000 mensuales para cada uno de los 33 mineros (US$ 530).[95][96]

### Récords
- Se realizó la transmisión televisiva en vivo a mayor profundidad en la tierra (624 metros de profundidad).
- El minero Luis Urzúa es la persona que más tiempo ha vivido bajo la tierra (70 días y un par de horas a 624 metros de profundidad).
- El rescate de los mineros se convirtió en el evento más visto por el servicio de televisión por internet, Ustream, dejando en segundo lugar el funeral de Michael Jackson,[97] aunque este otro evento sí fue más visto que el rescate de los mineros en el conjunto total de los servicios de televisión en línea.
- Ingresaron al Libro Guinness de los récords.

### Literatura, cine y televisión
- El español Antonio Recio dirigió en 2010 la película televisiva Los 33 de Atacama (también conocida como Los 33 de San José y Atacama's 33), una coproducción hispano-colombiana que recrea el accidente, encierro y posterior rescate de los mineros, así como el ambiente que vivieron sus familiares y compañeros en el Campamento Esperanza. El reparto cuenta con actores en su mayoría chilenos, entre los que destacan Alejandro Goic como el jefe de turno y líder del grupo, Catalina Saavedra como la hermana de uno de los mineros, Mario Soto como un minero novato, Rodrigo Muñoz como el "minero bromista", Cristian Mercado como "Quechua" (minero boliviano), Pancho Gonzáles como "Gutiérrez" (minero pesimista), Eduardo Barril como "Tata" (el "médico" de los 33), Jorge Yáñez como el minero religioso, Cristián Campos como el ministro de Minería, María José Bello como la hija de uno de los mineros, Juan Pablo Miranda como un joven pirquinero, José Soza como un minero experimentado que participa en el rescate, y Adelaida Buscató como una periodista española.[98]
- En 2014 se anunció la producción de la película Los 33, dirigida por la mexicana Patricia Riggen. Esta cinta, filmada en Colombia, cuenta con un elenco estelar encabezado por Antonio Banderas, Mario Casas, Juliette Binoche, Lou Diamond Phillips, Rodrigo Santoro, Bob Gunton, Gabriel Byrne y James Brolin, entre otros.
- En el episodio "Live Show" de la serie de televisión norteamericana 30 Rock se muestra un cameo a los 33 mineros chilenos atrapados, en donde Jenna Maroney es informada de que sus chistes no le agradan a los trabajadores, a lo que ella responde "Entonces supongo que son genios por quedarse atrapados en una mina".

## Galería

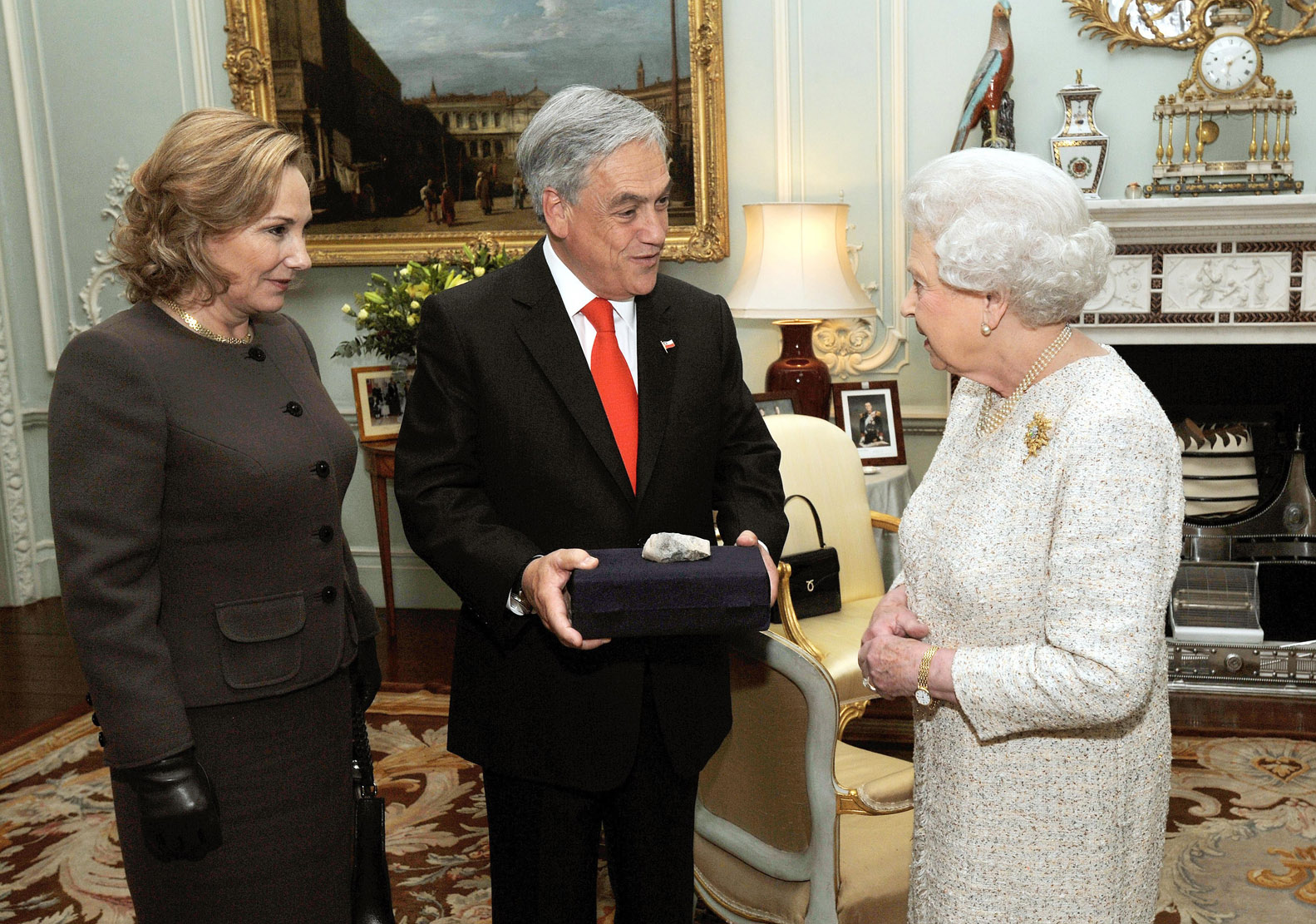
Presidente Piñera junto a la Reina Isabel II, entregándole una roca de la mina San José como obsequio.
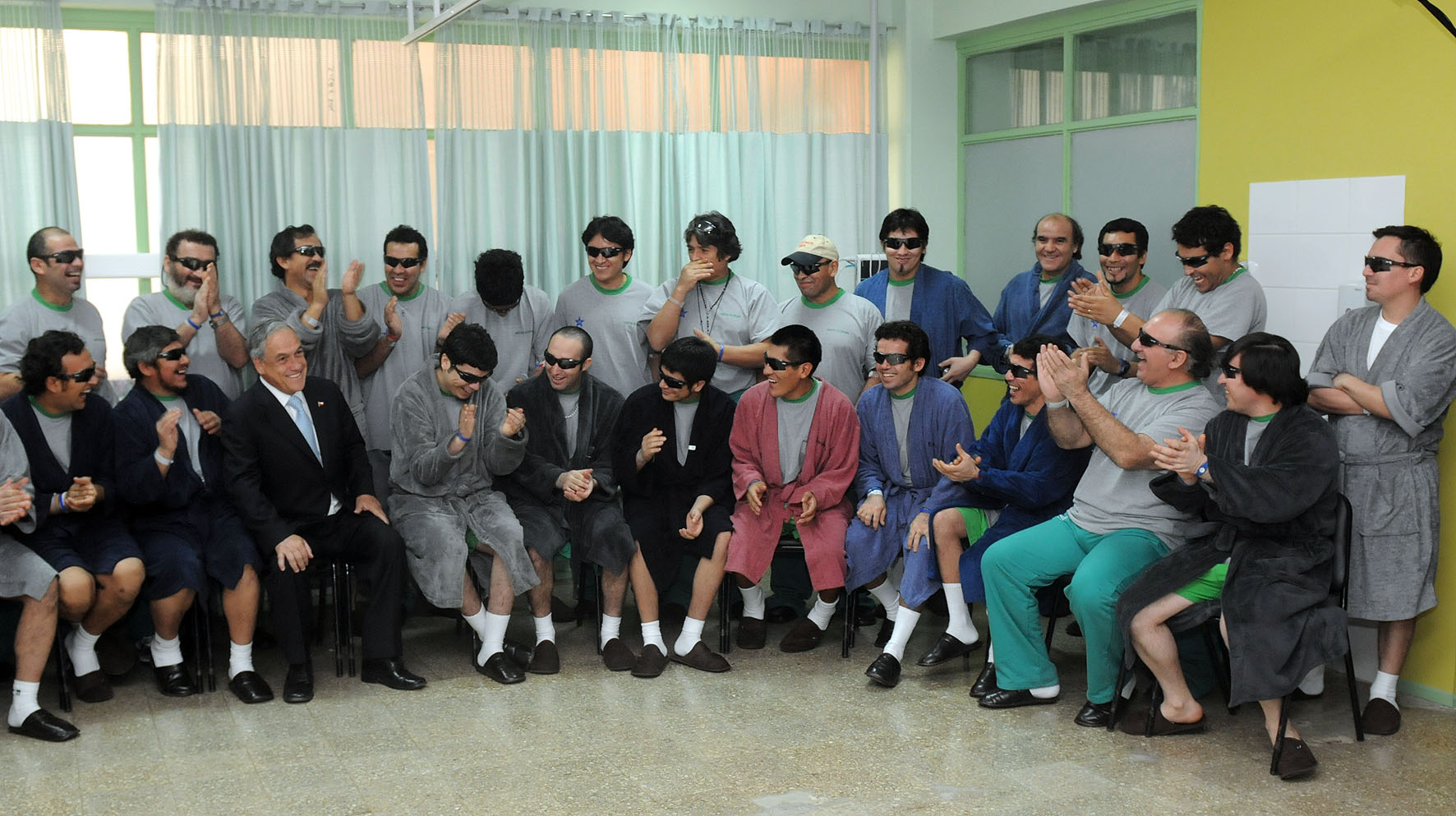
Presidente Piñera junto a los 33 mineros en el Hospital Regional de Copiapó.
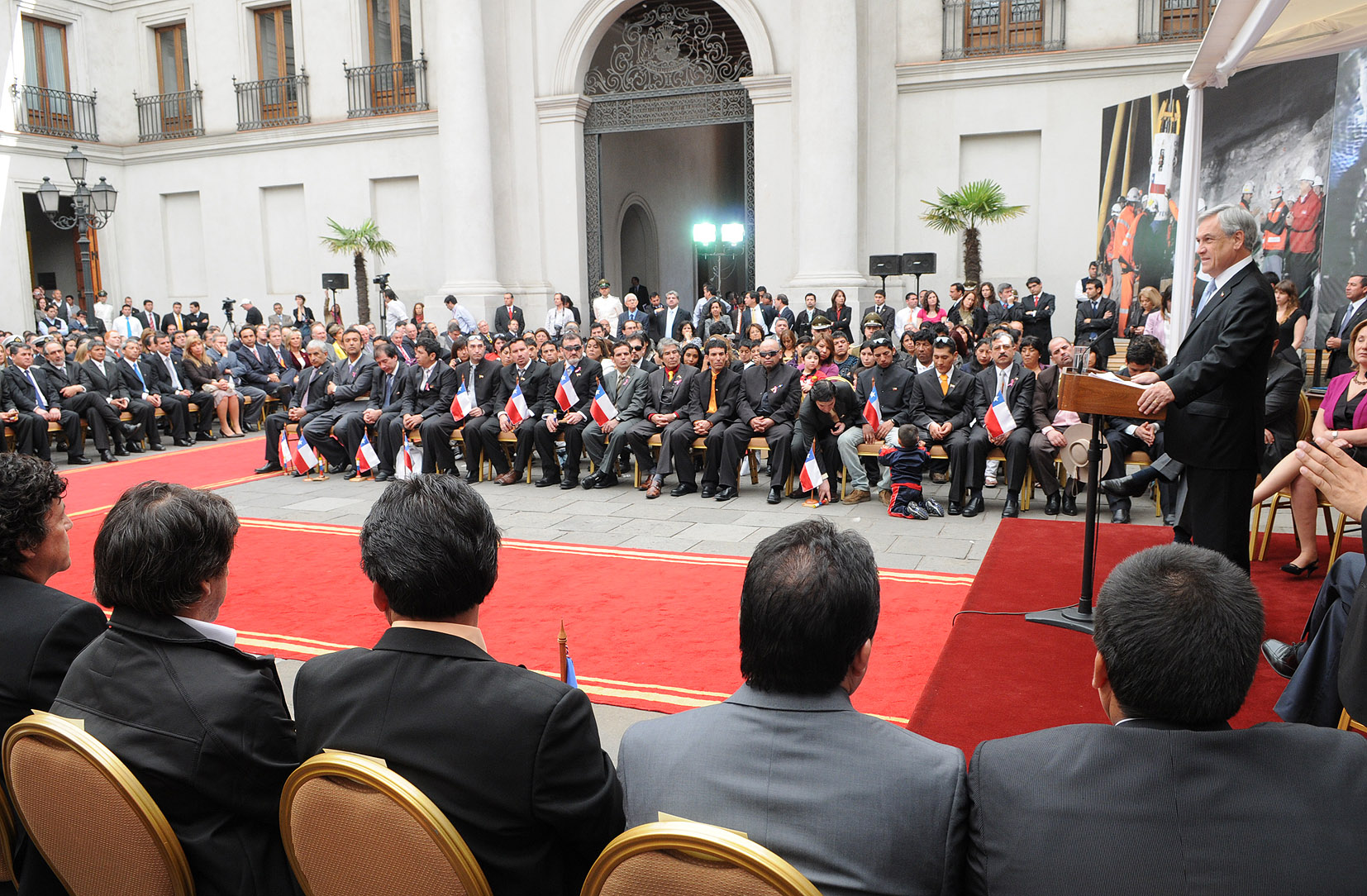
Ceremonia en la Moneda con los 33 mineros.
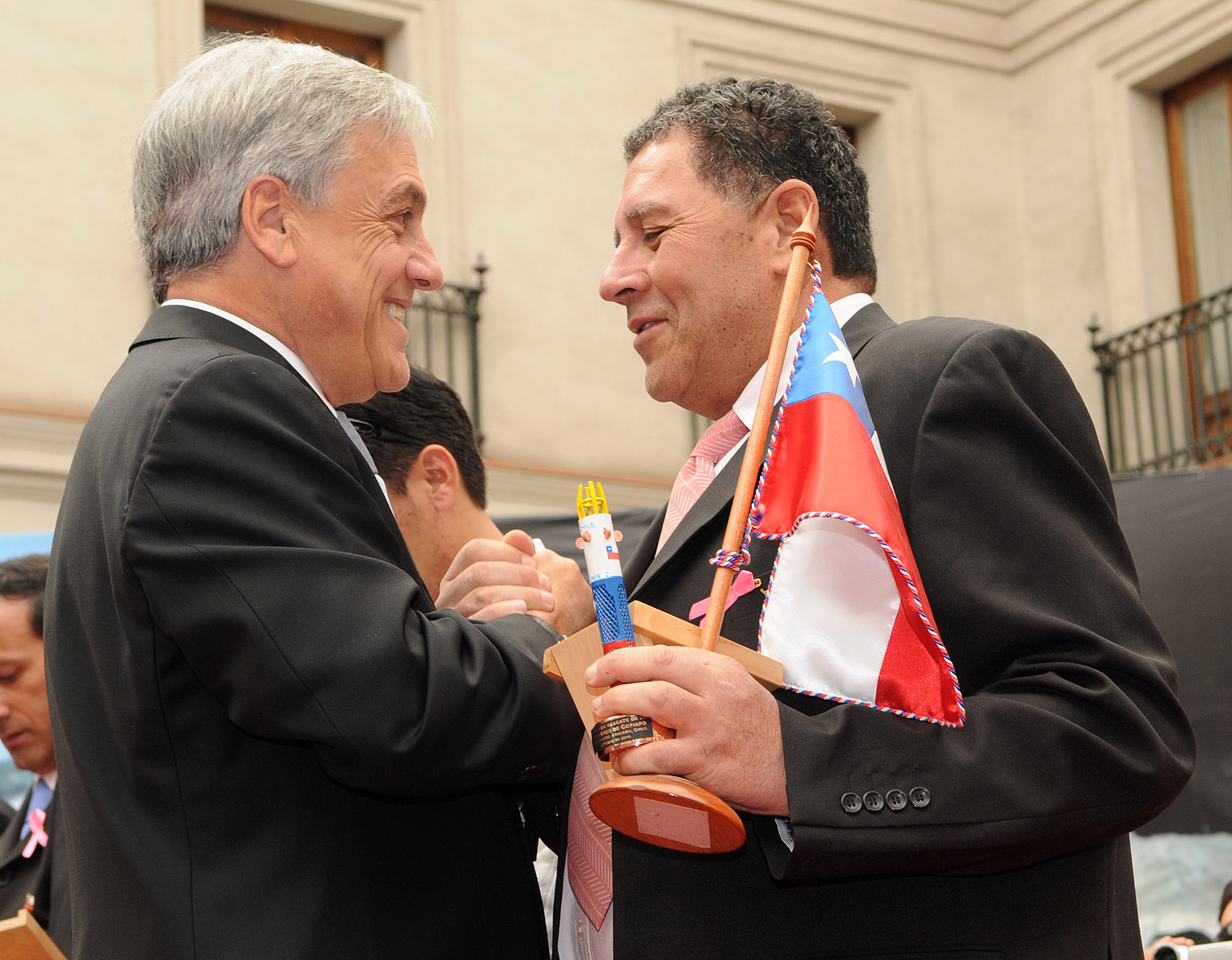
Luis Urzúa recibe una réplica a escala de la cápsula Fénix de parte del Presidente Piñera.
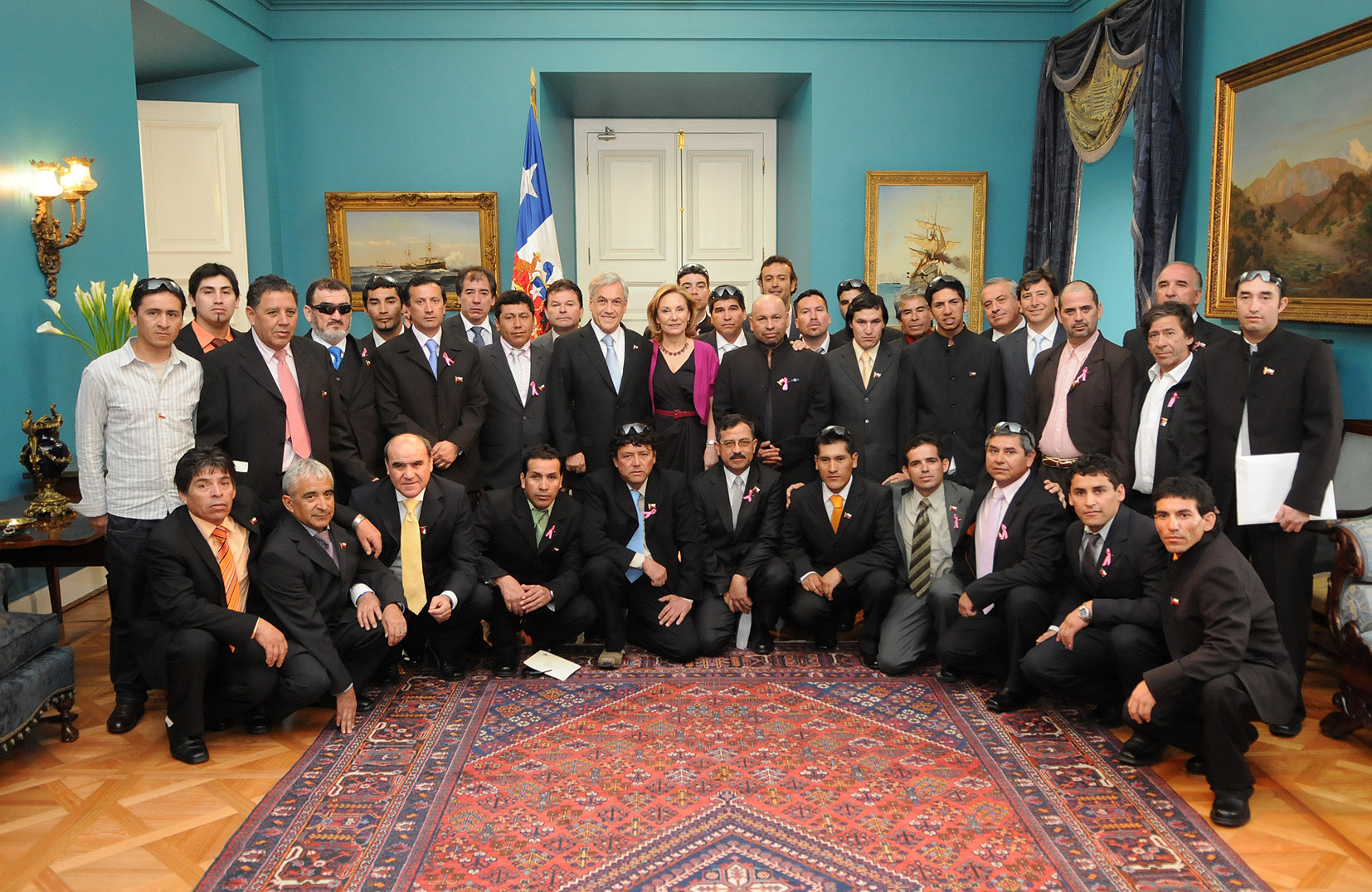
Los 33 mineros posan junto al Presidente Piñera en el salón presidencial de la Moneda.
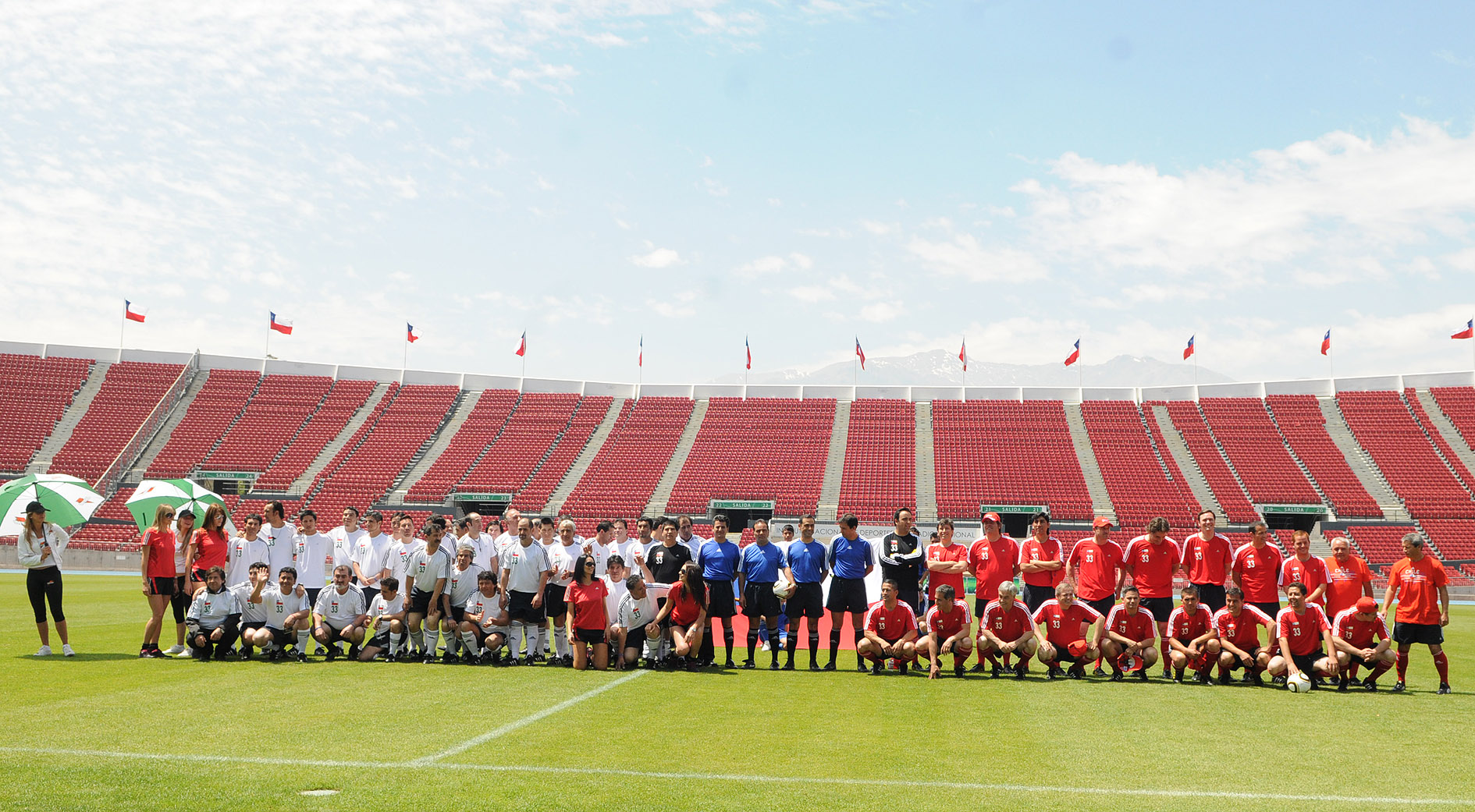
Partido de fútbol entre un equipo conformado por los mineros contra uno conformado por los rescatistas y miembros del gobierno, incluidos el Presidente Piñera y el Ministro Golborne.
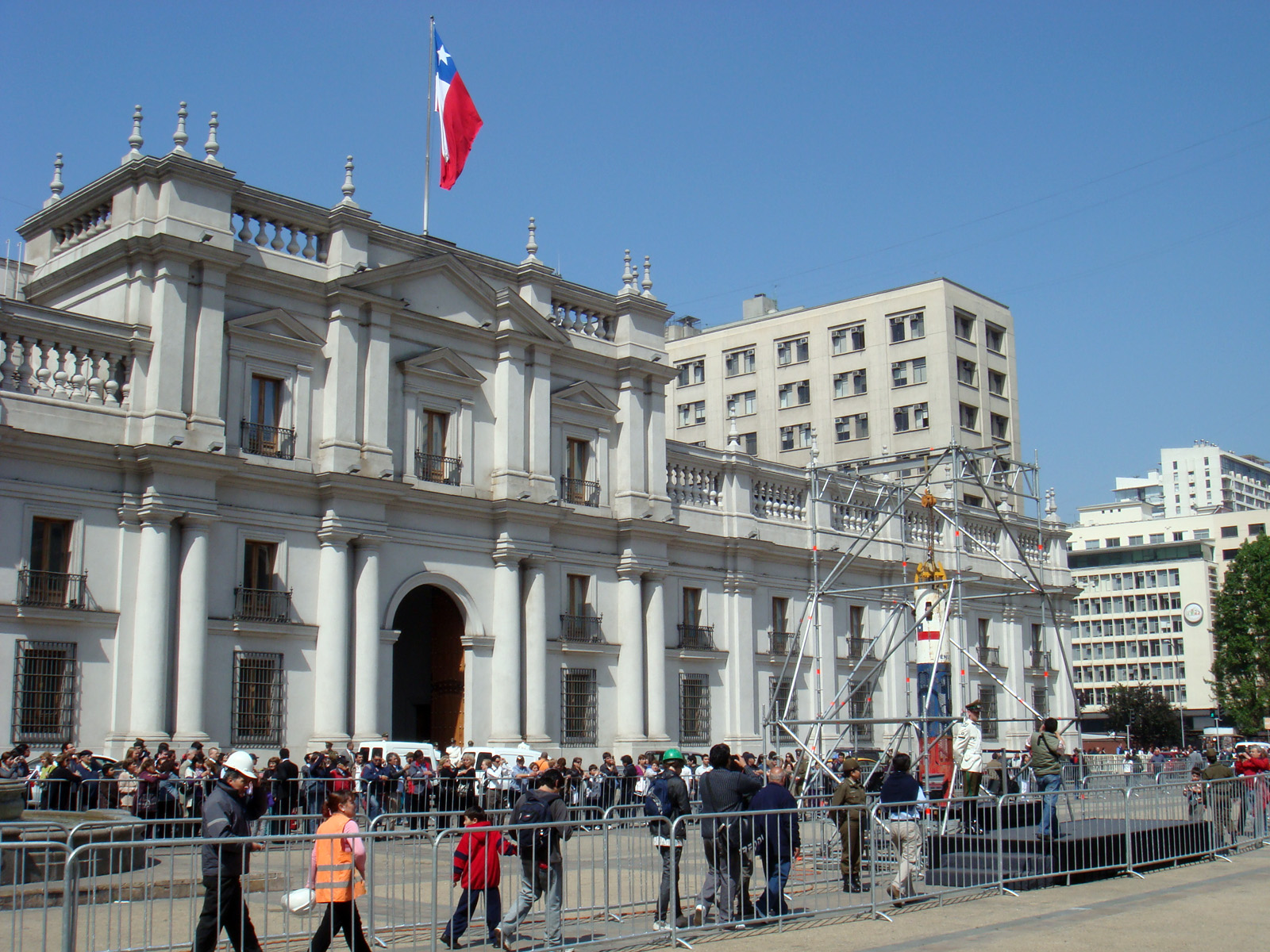
Exhibición de la cápsula Fénix-2 frente al Palacio de La Moneda en Santiago.
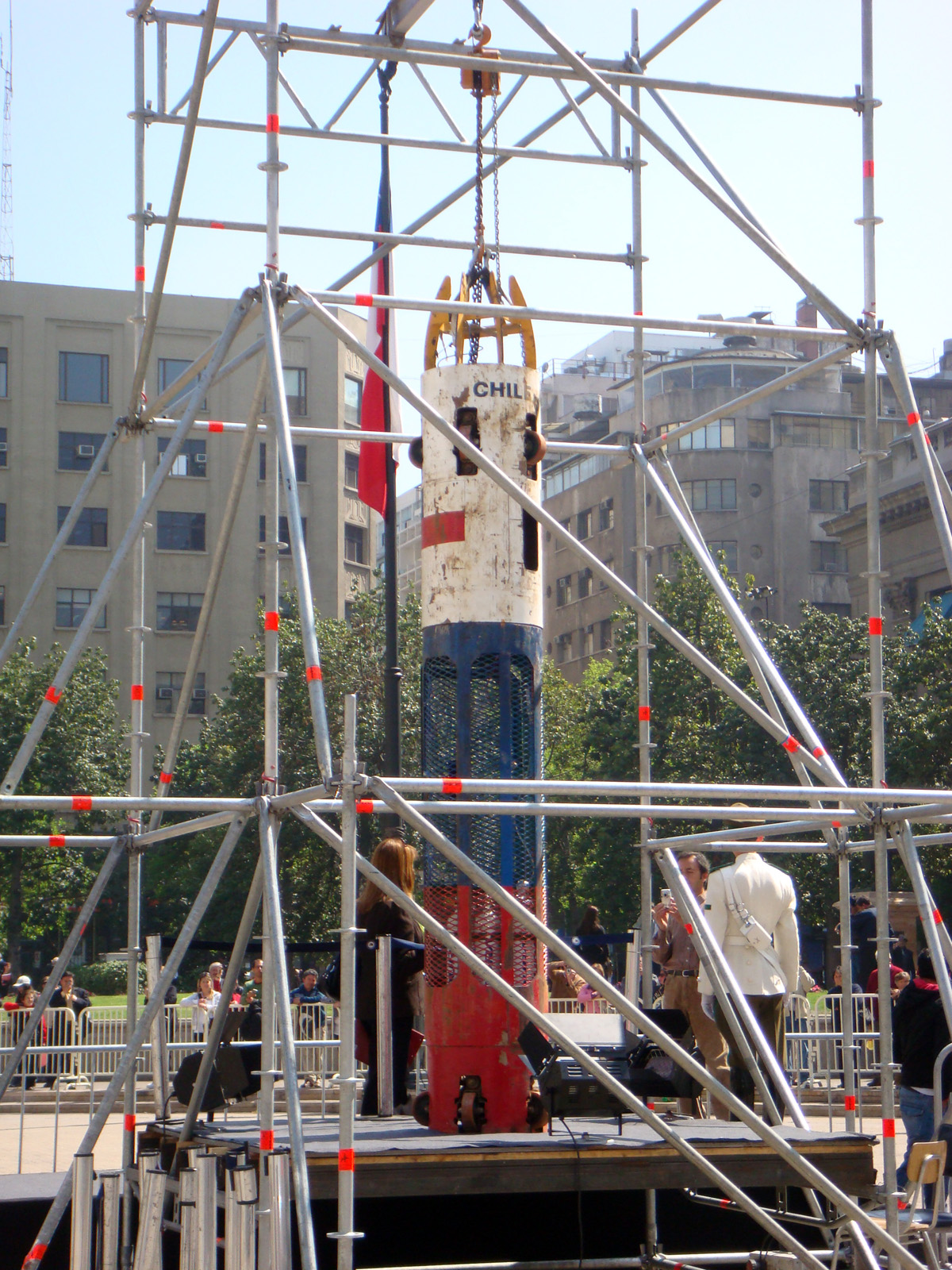
Cápsula Fénix-2 en exhibición en Santiago.
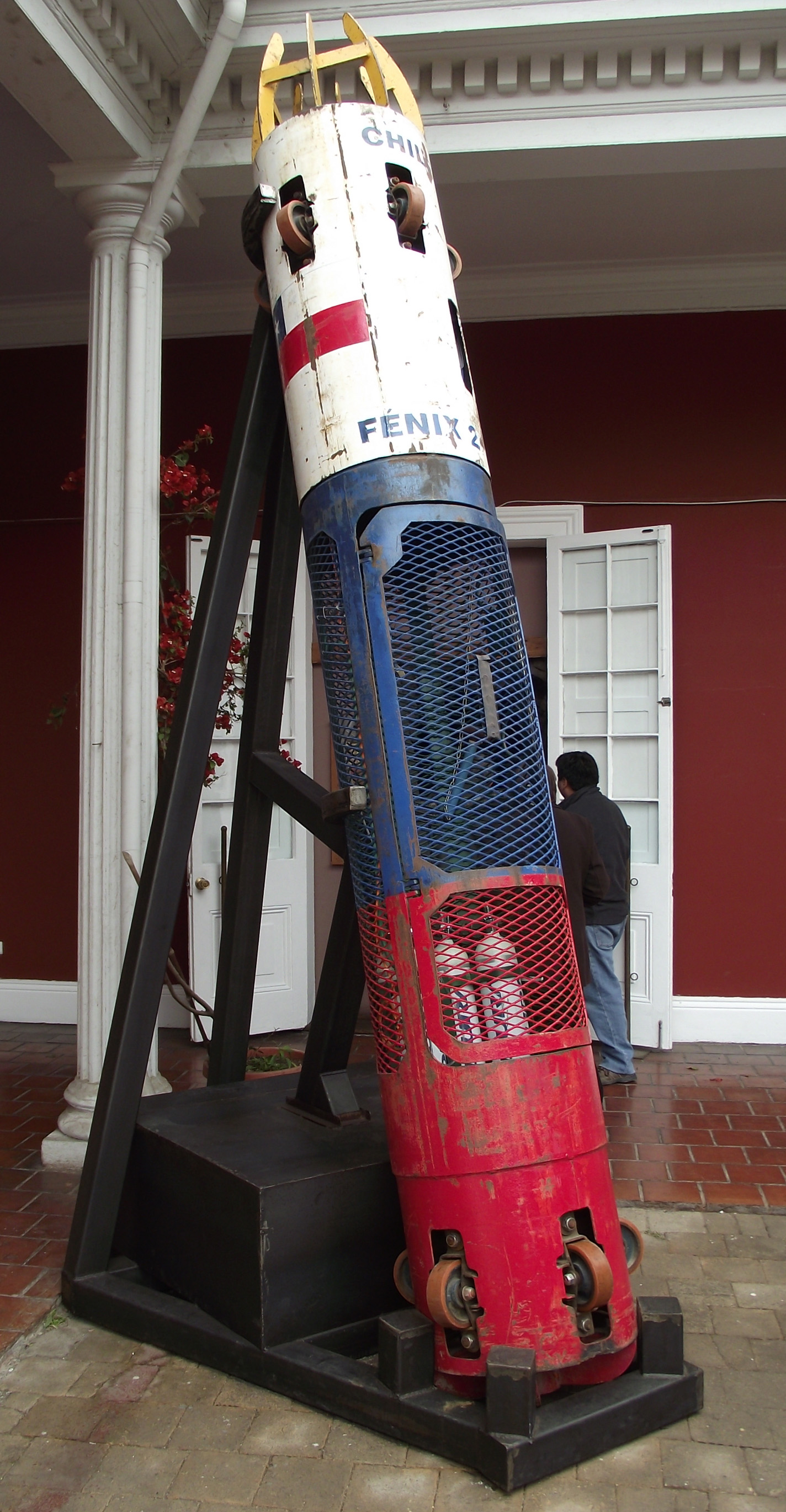
Cápsula Fénix 2 en exhibición en el Museo Regional de Atacama en Copiapó.
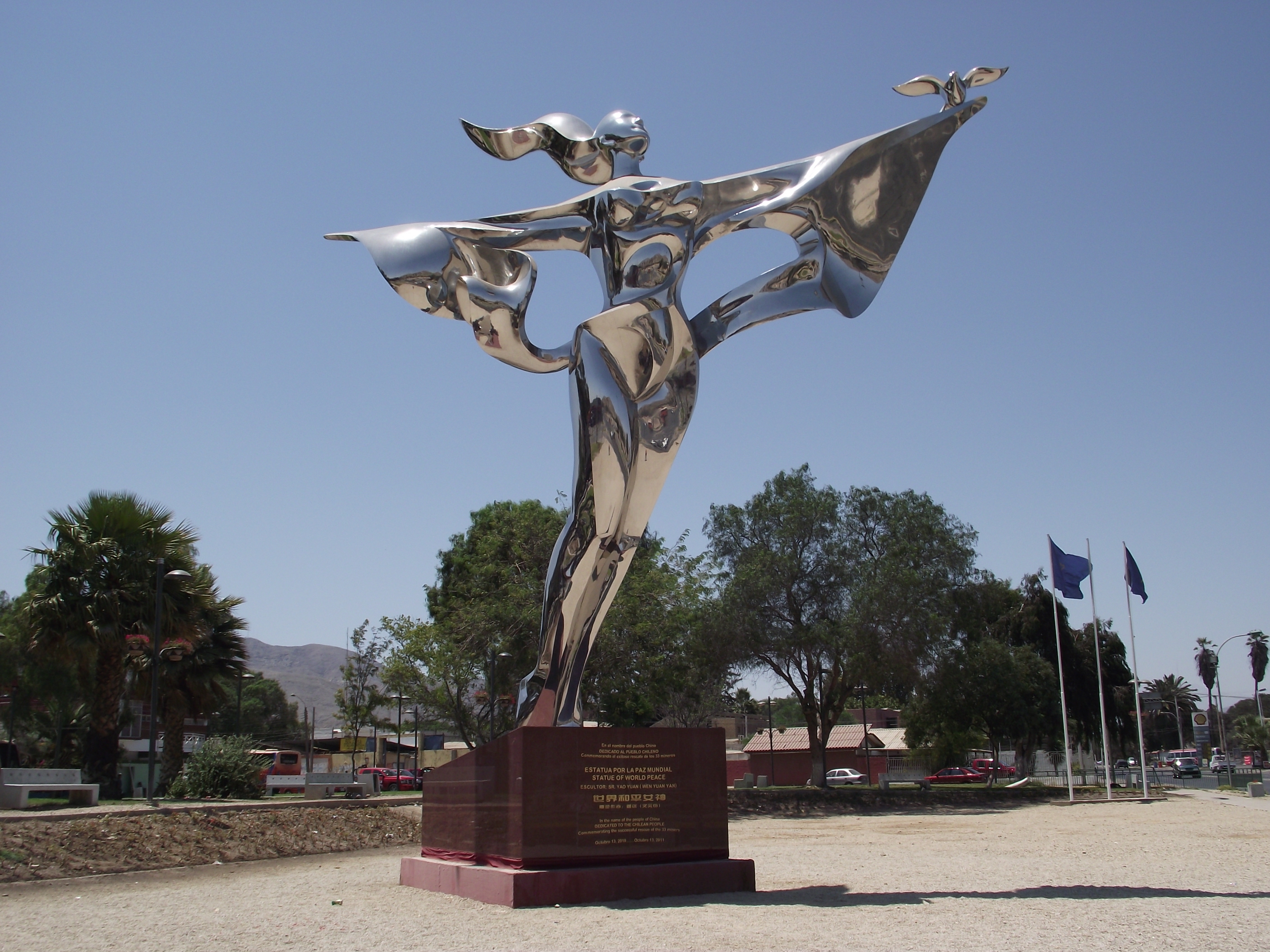
Estatua por la Paz Mundial, conmemorativa del rescate, instalada en Copiapó.